# 이마트
이마트(영어: emart)는 신세계가 1993년에 설립한 대형 유통점이다. 본사는 서울특별시 중구 세종대로7길 37 (순화동 53)에 있다.

## 역사
이마트는 1993년 11월 12일 서울특별시 도봉구 창동에 첫 점포(창동점)를 개점했고, 1994년 9월 8일 일산 신도시내에 있는 최초의 이마트이자 주상 복합형으로 되어 있는 최초의 이마트인 이마트 일산점(제 2호)를 개점하였다. 이는 대한민국에서 첫번째 대형 유통점이였다. 당시 금호건설이 시공하였는데, 금호건설과 이마트 간의 마찰이 벌어지자 주상 복합형으로 하고 금호건설이 임대 주체로 하여 오늘날의 모습을 갖추었다.
1995년 7월 7일 3호점인 안산점(2012년 12월 폐점)을, 1995년 12월 1일에는 4호점인 부평점(2018년 6월 28일 폐점)을 개점하였다. 1996년 11월 22일에는 5호점인 제주점을, 일주일 후인 1996년 11월 30일에는 6호점인 분당점을 개점하였다. 1997년 2월 1일에는 대한민국 내 유통 업체로는 최초로 중국에 진출하여 중국 상하이에 이마트 7호점이자 중국 이마트 1호점인 취양점을 개점하였다. 이어서 1997년 4월 29일에는 8호점인 남원점을, 1997년 8월 14일에는 9호점인 안양점을, 1997년 8월 29일에는 10호점인 서부산점을 개점하였다. 2004년 10월 1일에는 이마트의 인터넷 쇼핑몰을 열었다. 2006년 5월에는 월마트 코리아를 인수, 16개 월마트 점포를 이마트 점포로 바꾸었다. 이 때 월마트 코리아를 인수하여 신세계마트라는 법인으로 바꾸었고, 2008년 이마트와 완전히 흡수 합병하였다. 한때 2003년부터 이마트는 상권(반경 5 km 이내)내 타 할인점보다 물건 가격이 비쌀 경우 5,000원짜리 상품권을 주는 '최저가 보상제'를 시행했으나, 공정거래위원회로부터 일부 광고가 허위 과장광고라는 지적을 받고 또한 신고하는 고객 수가 해마다 줄어 실효성이 떨어진다며 2007년 8월 16일 폐지했다.
또한 광진구에 있는 자양점에서는 대한민국 할인점 업계 최초로 명품 매장을 열었으며, 애견전문 몰리샵과 스포츠매장 빅텐, 가전제품 디지털월드 등 카테고리별 전문샵을 운영 중이며, 지역사회 봉사활동과 자선행사 등 다양한 연계활동을 통해
이마트명품매장의 입지를 굳건히 지켜나가고 있다.
2009년 9월 기준 현재 이마트는 대한민국 내에 127개, 4개의 물류센터가 있으며 중화인민공화국에 22개의 점포가 있다. 한편 중국 이마트 점포에서는 한국 상품을 판매하기도 한다.
이마트는 2007년 3분기 대한민국 100대 브랜드에서 같은 계열사인 삼성전자의 휴대전화 브랜드 애니콜을 제치고 전체 1위를 차지하였다.
2008년 1월 16일, 이마트 메트로 수서점에서는 스마트카트 시스템을 활용한 ‘퓨쳐 스토어’를 대한민국 최초로 개시했다. 스마트카트에 장착된 디스플레이로 가격과 사용법 등 상품 정보를 검색하거나, 선택한 상품을 바코드 판독기에 스캔하고 카트에 담을 경우 디스플레이에 상품의 종류와 가격 합계를 보여준다. 2008년부터는 SK에너지와 함께 주유소를 운영하고 있다. 현재 구성(이마트 트레이더스)·군산·구미·통영·포항·원주·의정부·안동·순천점에서 주유소를 운영하고 있다.
2010년 2월 27일에는 키자니아 서울 내에 '마트' 체험관을 오픈하였다.
2010년 4월부터는 자사의 인터넷 쇼핑몰인 이마트몰에서 주문하면 원하는 날짜와 시간에 상품을 받아볼 수 있는 서비스를 도입했고 2010년 7월 1일부터 주문한 제품을 점포에서 직접 받을 수 있는 '픽업 서비스'를 도입했으며 해외 배송도 곧 시행할 예정이라고 밝혔다.
2010년 10월 26일에는 창고형 마트인 이마트 트레이더스(구 이마트 구성점)를 오픈하였고 현재 일부 이마트 매장을 트레이더스로 전환하는 등 4개(송림점·월평점·서면점·비산점) 점포를 확장하였다.
2011년 5월에는 킴스클럽마트를 인수하였다.
2015년 12월 28일에는 호치민에 개점하였다.
2016년 4월 8일에는 키자니아 부산 내에 '마트' 체험관을 오픈하였으며, 2016년 7월 28일에는 울란바토르에 개점하였다.
2017년 5월 31일 중국 철수를 발표하였다.
2018년 5월 16일에는 실적 부진 및 시지점은 경산점과, 부평점은 계양점과의 상권 중복을 이유로 시지점과 부평점을 폐점했으며, 시지점은 철거 후 시지코오롱하늘채가 들어서고, 부평점은 부평지웰에스테이트가 들어선다. 그 외에도 울산학성점, 고양덕이점, 인천점, 광주 상무점, 서부산점을 폐점하고 코스트코 코리아의 지분을 코스트코 워싱턴 본사에 모두 매각하면서 구조조정에 들어갔다.

### 스타벅스 인수
이마트는 스타벅스가 1999년 서울 이화여자대학교 근처에 첫 번째 매장을 열었을 때부터 한국의 조인트 벤처 파트너였다.
이마트 사는 2021년 7월, 한국 스타벅스 커피 지분의 17.5%를 4억 1,100만 달러에 추가로 사들였고, GIC는 나머지 32.5%를 소유하고 있다.
신세계 대변인은 한국 스타벅스 커피가 스타벅스와 신세계 그룹의 조인트 벤처였을 때처럼 스타벅스와 라이선스 계약을 계속 이어갈 것이라고 말했다.
2022년 1월, 한국 스타벅스 커피의 사명을 SCK 컴퍼니로 변경하여 인수가 마무리되었다. 그러나 SCK사는 국제 스타벅스 커피에 5% 정도의 로열티를 계속 지불할 것이다.

## 연혁
- 1993년 11월 12일 이마트 창동점 개점
- 1994년 9월 8일 이마트 일산점 개점
- 1995년 7월 7일 이마트 안산공단점 개점
- 1995년 12월 1일 이마트 부평점 개점
- 1996년 11월 22일 이마트 제주점 개점
- 1996년 11월 30일 이마트 분당점 개점
- 1996년 12월 20일 이마트 덕이점 개점
- 1997년 2월 6일 이마트 화정점 개점
- 1997년 4월 29일 이마트 남원점 개점
- 1997년 8월 14일 이마트 안양점 개점
- 1997년 8월 29일 이마트 서부산점 개점
- 1998년 1월 1일 이마트 김천점 개점
- 1998년 6월 19일 이마트 동광주점 개점
- 1998년 6월 27일 이마트 청주점 개점
- 1998년 12월 3일 이마트 전주점 개점
- 1999년 2월 8일 이마트 부천점 개점
- 1999년 3월 20일 이마트 원주점 개점
- 1999년 7월 29일 이마트 역삼점 개점
- 1999년 8월 26일 이마트 신월점 개점
- 1999년 8월 29일 이마트 구로점 개점
- 1999년 11월 17일 이마트 성서점 개점
- 1999년 11월 25일 이마트 산본점 개점
- 2000년 1월 1일 이마트 천호점 개점
- 2000년 3월 9일 이마트 가양점 개점
- 2000년 4월 6일 이마트 해운대점 개점
- 2000년 5월 4일 이마트 시화점 개점
- 2000년 6월 1일 이마트 상봉점 개점
- 2000년 6월 27일 이마트 이천점 개점
- 2000년 8월 3일 이마트 진주점 개점
- 2000년 10월 27일 이마트 시지점 개점
- 2000년 12월 19일 이마트 목포점 개점
- 2001년 2월 7일 이마트 동인천점 개점
- 2001년 2월 27일 이마트 만촌점 개점
- 2001년 4월 10일 이마트 군산점 개점
- 2001년 4월 19일 이마트 성수점 개점
- 2001년 4월 25일 이마트 월배점 개점
- 2001년 4월 30일 이마트 천안점 개점
- 2001년 5월 24일 이마트 수서점 개점
- 2001년 9월 14일 이마트 상무점 개점
- 2001년 9월 20일 이마트 수원점 개점, 이마트 학성점 개점
- 2001년 10월 15일 이마트 충주점 개점
- 2001년 10월 23일 이마트 평택점 개점
- 2001년 11월 28일 이마트 은평점 개점
- 2001년 12월 12일 이마트 포항점 개점
- 2001년 12월 23일 이마트 여수점 개점
- 2002년 3월 12일 이마트 연제점 개점
- 2002년 4월 4일 이마트 중동점 개점
- 2002년 4월 10일 이마트 울산점, 칠성점 개점
- 2002년 4월 24일 이마트 둔산점 개점
- 2002년 5월 9일 이마트 계양점 개점
- 2002년 6월 15일 이마트 구미점 개점
- 2002년 6월 24일 이마트 창원점 개점
- 2002년 8월 19일 이마트 인천점 개점
- 2002년 9월 12일 이마트 평촌점 개점
- 2002년 10월 24일 이마트 감삼점 개점
- 2002년 11월 27일 이마트 명일점 개점
- 2002년 12월 12일 이마트 연수점, 마산점 개점
- 2002년 12월 24일 이마트 강릉점 개점
- 2003년 1월 24일 이마트 공항점 개점
- 2003년 5월 23일 이마트 안산고잔점 개점
- 2003년 7월 24일 이마트 문현점 개점
- 2003년 8월 6일 이마트 금정점 개점
- 2003년 8월 21일 이마트 수지점 개점
- 2003년 8월 29일 이마트 신제주점 개점
- 2003년 11월 12일 이마트 창동점 개점 10주년
- 2003년 11월 20일 이마트 속초점 개점
- 2003년 12월 5일 이마트 사상점 개점
- 2004년 1월 27일 이마트 동해점 개점
- 2004년 2월 26일 이마트 영천점 개점
- 2004년 6월 8일 이마트 광산점 개점
- 2004년 7월 20일 이마트 양주점 개점
- 2004년 8월 3일 이마트 양산점 개점
- 2004년 8월 13일 이마트 파주점 개점
- 2004년 9월 3일 이마트 반야월점 개점
- 2004년 9월 8일 이마트 일산점 개점 10주년
- 2004년 9월 16일 이마트 포항이동점 개점
- 2004년 9월 22일 이마트 월계점 개점
- 2004년 10월 7일 이마트 용산점 개점
- 2004년 11월 12일 이마트 안동점 개점
- 2005년 2월 24일 이마트 양재점 개점
- 2005년 4월 26일 이마트 인천공항점 개점
- 2005년 7월 1일 이마트 통영점 개점
- 2005년 7월 27일 이마트 순천점 개점
- 2005년 8월 25일 이마트 서수원점 개점
- 2005년 9월 9일 이마트 죽전점 개점
- 2005년 11월 12일 이마트 창동점 개점 12주년
- 2005년 11월 22일 이마트 춘천점 개점
- 2005년 11월 30일 이마트 남양주점 개점
- 2005년 12월 19일 이마트 오산점 개점
- 2005년 12월 20일 이마트 용인점 개점
- 2006년 6월 8일 이마트 서귀포점 개점
- 2006년 6월 15일 이마트 경산점 개점
- 2006년 7월 4일 이마트 광주점 개점
- 2006년 7월 27일 이마트 동백점 개점
- 2006년 9월 8일 이마트 일산점 개점 12주년
- 2006년 9월 22일 이마트 검단점 개점
- 2006년 10월 12일 이마트 익산점 개점
- 2006년 10월 20일 이마트 아산점 개점
- 2006년 10월 31일 이마트 태백점 개점
- 2006년 11월 22일 이마트 제주점 개점 10주년
- 2006년 11월 30일 이마트 분당점 개점 10주년
- 2007년 1월 24일 이마트 광명점 개점
- 2007년 2월 6일 이마트 화정점 개점 10주년
- 2007년 2월 8일 이마트 자양점 개점
- 2007년 4월 12일 이마트 상주점 개점
- 2007년 4월 29일 이마트 남원점 개점 10주년
- 2007년 7월 19일 이마트 봉선점 개점
- 2007년 8월 14일 이마트 안양점 개점 10주년
- 2007년 11월 8일 이마트 신도림점 개점
- 2007년 12월 14일 이마트 여주점 개점
- 2007년 12월 21일 이마트 동탄점 개점
- 2008년 1월 1일 이마트 김천점 개점 10주년
- 2008년 5월 15일 이마트 여의도점 개점
- 2008년 5월 22일 이마트 다산점 개점
- 2008년 5월 30일 이마트 하남점 개점
- 2008년 6월 27일 이마트 청주점 개점 10주년
- 2008년 7월 24일 이마트 청계천점 개점
- 2008년 9월 4일 이마트 왕십리점 개점
- 2008년 10월 1일 이마트 보령점 개점
- 2008년 10월 9일 이마트 안성점 개점
- 2008년 10월 16일 이마트 미아점 개점
- 2008년 11월 12일 이마트 창동점 개점 15주년
- 2008년 11월 22일 이마트 제주점 개점 12주년
- 2008년 11월 30일 이마트 분당점 개점 12주년
- 2008년 12월 3일 이마트 전주점 개점 10주년
- 2009년 1월 23일 이마트 보라점 개점
- 2009년 2월 6일 이마트 화정점 개점 12주년
- 2009년 2월 8일 이마트 부천점 개점 10주년
- 2009년 3월 19일 이마트 이문점 개점
- 2009년 3월 20일 이마트 원주점 개점 10주년
- 2009년 4월 21일 이마트 목동점 개점
- 2009년 4월 29일 이마트 남원점 개점 12주년
- 2009년 7월 29일 이마트 역삼점 개점 10주년
- 2009년 8월 7일 이마트 흥덕점 개점
- 2009년 8월 14일 이마트 안양점 개점 12주년
- 2009년 8월 26일 이마트 신월점 개점 10주년
- 2009년 8월 29일 이마트 구로점 개점 10주년
- 2009년 9월 8일 이마트 일산점 개점 15주년
- 2009년 9월 16일 이마트 영등포점 개점
- 2009년 9월 17일 이마트 경기광주점 개점
- 2009년 10월 22일 이마트 수색점 개점
- 2009년 11월 17일 이마트 성서점 개점 10주년
- 2009년 11월 25일 이마트 산본점 개점 10주년
- 2009년 12월 21일 이마트 제천점 개점
- 2010년 1월 1일 이마트 김천점 개점 12주년, 이마트 천호점 개점 10주년
- 2010년 6월 10일 이마트 가든5점 개점
- 2010년 6월 27일 이마트 청주점 개점 12주년
- 2010년 8월 12일 이마트 포천점 개점
- 2010년 9월 8일 이마트 성남점 개점
- 2010년 12월 3일 이마트 전주점 개점 12주년
- 2010년 12월 6일 이마트 사천점 개점
- 2010년 12월 9일 이마트 광명소하점 개점
- 2010년 12월 19일 이마트 목포점 개점 10주년
- 2010년 12월 21일 이마트 천안터미널점 개점
- 2010년 12월 23일 이마트 진접점 개점
- 2011년 1월 20일 이마트 이수점 개점
- 2011년 1월 21일 이마트 묵동점 개점
- 2011년 2월 8일 이마트 부천점 개점 12주년
- 2011년 3월 20일 이마트 원주점 개점 12주년
- 2011년 4월 10일 이마트 군산점 개점 10주년
- 2011년 7월 29일 이마트 역삼점 개점 12주년
- 2011년 8월 26일 이마트 신월점 개점 12주년
- 2011년 8월 29일 이마트 구로점 개점 12주년
- 2011년 8월 31일 이마트 파주운정점 개점
- 2011년 11월 17일 이마트 성서점 개점 12주년
- 2011년 11월 22일 이마트 제주점 개점 15주년
- 2011년 11월 25일 이마트 산본점 개점 12주년
- 2011년 11월 30일 이마트 분당점 개점 15주년
- 2011년 12월 15일 이마트 동구미점 개점
- 2011년 12월 22일 이마트 대전터미널점 개점
- 2011년 12월 23일 이마트 여수점 개점 10주년
- 2012년 1월 1일 이마트 천호점 개점 12주년
- 2012년 1월 10일 이마트 마포점 개점
- 2012년 2월 2일 이마트 서산점 개점
- 2012년 2월 6일 이마트 화정점 개점 15주년
- 2012년 3월 12일 이마트 연제점 개점 10주년
- 2012년 4월 이마트 펜타포트점 개점
- 2012년 4월 4일 이마트 중동점 개점 10주년
- 2012년 4월 10일 이마트 울산점, 칠성점 개점 10주년
- 2012년 4월 24일 이마트 둔산점 개점 10주년
- 2012년 4월 29일 이마트 남원점 개점 15주년
- 2012년 5월 9일 이마트 계양점 개점 10주년
- 2012년 5월 29일 이마트 하월곡점 개점
- 2012년 6월 14일 이마트 장안점 개점
- 2012년 6월 15일 이마트 구미점 개점 10주년
- 2012년 6월 24일 이마트 창원점 개점 10주년
- 2012년 8월 14일 이마트 안양점 개점 15주년
- 2012년 8월 17일 이마트 화성봉담점 개점
- 2012년 9월 12일 이마트 평촌점 개점 10주년
- 2012년 11월 27일 이마트 명일점 개점 10주년
- 2012년 12월 12일 이마트 연수점, 마산점 개점 10주년
- 2012년 12월 13일 이마트 천안서북점 개점
- 2012년 12월 16일 이마트 안산공단점으로 17년만에 폐점
- 2012년 12월 19일 이마트 목포점 개점 12주년
- 2012년 12월 24일 이마트 강릉점 개점 10주년
- 2013년 1월 1일 이마트 김천점 개점 15주년
- 2013년 4월 10일 이마트 군산점 개점 12주년
- 2013년 5월 23일 이마트 안산고잔점 개점 10주년
- 2013년 6월 27일 이마트 청주점 개점 15주년
- 2013년 7월 15일 이마트 의정부점 개점
- 2013년 7월 24일 이마트 문현점 개점 10주년
- 2013년 8월 6일 이마트 금정점 개점 10주년
- 2013년 8월 8일 이마트 별내점 개점
- 2013년 8월 21일 이마트 수지점 개점 10주년
- 2013년 8월 29일 이마트 신제주점 개점 10주년
- 2013년 11월 12일 이마트 창동점 개점 20주년
- 2013년 11월 20일 이마트 속초점 개점 10주년
- 2013년 12월 3일 이마트 전주점 개점 15주년
- 2013년 12월 5일 이마트 사상점 개점 10주년
- 2013년 12월 23일 이마트 여수점 개점 12주년
- 2014년 1월 27일 이마트 동해점 개점 10주년
- 2014년 2월 8일 이마트 부천점 개점 15주년
- 2014년 2월 26일 이마트 영천점 개점 10주년
- 2014년 3월 12일 이마트 연제점 개점 12주년
- 2014년 3월 20일 이마트 원주점 개점 15주년
- 2014년 4월 4일 이마트 중동점 개점 12주년
- 2014년 4월 10일 이마트 울산점, 칠성점 개점 12주년
- 2014년 4월 24일 이마트 둔산점 개점 12주년
- 2014년 5월 9일 이마트 계양점 개점 12주년
- 2014년 6월 8일 이마트 광산점 개점 10주년
- 2014년 6월 15일 이마트 구미점 개점 12주년
- 2014년 6월 24일 이마트 창원점 개점 12주년
- 2014년 7월 20일 이마트 양주점 개점 10주년
- 2014년 7월 24일 이마트 풍산점 개점
- 2014년 7월 29일 이마트 역삼점 개점 15주년
- 2014년 8월 3일 이마트 양산점 개점 10주년
- 2014년 8월 13일 이마트 파주점 개점 10주년
- 2014년 8월 26일 이마트 신월점 개점 15주년
- 2014년 8월 29일 이마트 구로점 개점 15주년
- 2014년 9월 3일 이마트 반야월점 개점 10주년
- 2014년 9월 8일 이마트 일산점 개점 20주년
- 2014년 9월 12일 이마트 평촌점 개점 12주년
- 2014년 9월 16일 이마트 포항이동점 개점 10주년
- 2014년 9월 22일 이마트 월계점 개점 10주년
- 2014년 10월 1일 이마트 공항점으로 11년만에 폐점
- 2014년 10월 7일 이마트 용산점 개점 10주년
- 2014년 11월 12일 이마트 안동점 개점 10주년
- 2014년 11월 17일 이마트 성서점 개점 15주년
- 2014년 11월 25일 이마트 산본점 개점 15주년
- 2014년 11월 27일 이마트 명일점 개점 12주년
- 2014년 12월 12일 이마트 연수점, 마산점 12주년
- 2014년 12월 24일 이마트 강릉점 개점 12주년
- 2015년 1월 1일 이마트 천호점 개점 15주년
- 2015년 1월 29일 이마트 김포한강점 개점
- 2015년 2월 5일 이마트 세종점 개점
- 2015년 2월 24일 이마트 양재점 개점 10주년
- 2015년 5월 23일 이마트 안산고잔점 개점 12주년
- 2015년 6월 18일 이마트 킨텍스점 개점
- 2015년 7월 1일 이마트 통영점 개점 10주년
- 2015년 7월 24일 이마트 문현점 개점 12주년
- 2015년 7월 27일 이마트 순천점 개점 10주년
- 2015년 8월 6일 이마트 금정점 개점 12주년
- 2015년 8월 21일 이마트 수지점 개점 12주년
- 2015년 8월 25일 이마트 서수원점 개점 10주년
- 2015년 8월 29일 이마트 신제주점 개점 12주년
- 2015년 9월 3일 이마트 광교점 개점
- 2015년 9월 9일 이마트 죽전점 개점 10주년
- 2015년 11월 20일 이마트 속초점 개점 12주년
- 2015년 11월 22일 이마트 춘천점 개점 10주년
- 2015년 11월 30일 이마트 남양주점 개점 10주년
- 2015년 12월 3일 이마트 과천점 개점
- 2015년 12월 5일 이마트 사상점 개점 12주년
- 2015년 12월 19일 이마트 목포점 개점 15주년, 이마트 오산점 개점 10주년
- 2015년 12월 20일 이마트 용인점 개점 10주년
- 2016년 1월 27일 이마트 동해점 개점 12주년
- 2016년 2월 26일 이마트 영천점 개점 12주년
- 2016년 4월 10일 이마트 군산점 개점 15주년
- 2016년 6월 8일 이마트 광산점 개점 12주년, 이마트 서귀포점 개점 10주년
- 2016년 6월 15일 이마트 경산점 개점 10주년
- 2016년 6월 23일 이마트 김해점 개점
- 2016년 7월 4일 이마트 광주점 개점 10주년
- 2016년 7월 20일 이마트 양주점 개점 12주년
- 2016년 7월 27일 이마트 동백점 개점 10주년
- 2016년 8월 3일 이마트 양산점 개점 12주년
- 2016년 8월 13일 이마트 파주점 개점 12주년
- 2016년 9월 3일 이마트 반야월점 개점 12주년
- 2016년 9월 16일 이마트 포항이동점 개점 12주년
- 2016년 9월 22일 이마트 월계점 개점 12주년, 이마트 검단점 개점 10주년
- 2016년 10월 7일 이마트 용산점 개점 12주년
- 2016년 10월 12일 이마트 익산점 개점 10주년
- 2016년 10월 20일 이마트 아산점 개점 10주년
- 2016년 10월 31일 이마트 태백점 개점 10주년
- 2016년 11월 12일 이마트 안동점 개점 12주년
- 2016년 11월 22일 이마트 제주점 개점 20주년
- 2016년 11월 30일 이마트 분당점 개점 20주년
- 2016년 12월 23일 이마트 여수점 개점 15주년
- 2017년 2월 6일 이마트 화정점 개점 20주년
- 2017년 2월 8일 이마트 자양점 개점 10주년
- 2017년 2월 24일 이마트 양재점 개점 12주년
- 2017년 3월 12일 이마트 연제점 개점 15주년
- 2017년 3월 31일 이마트 장안점으로 5년만에 폐점
- 2017년 4월 4일 이마트 중동점 개점 15주년
- 2017년 4월 10일 이마트 울산점, 칠성점 개점 15주년
- 2017년 4월 12일 이마트 상주점 개점 10주년
- 2017년 4월 24일 이마트 둔산점 개점 15주년
- 2017년 4월 29일 이마트 남원점 개점 20주년
- 2017년 5월 9일 이마트 계양점 개점 15주년
- 2017년 6월 15일 이마트 구미점 개점 15주년
- 2017년 6월 24일 이마트 창원점 개점 15주년
- 2017년 7월 1일 이마트 통영점 개점 12주년
- 2017년 7월 19일 이마트 봉선점 개점 10주년
- 2017년 7월 27일 이마트 순천점 개점 12주년
- 2017년 8월 14일 이마트 안양점 개점 20주년
- 2017년 8월 25일 이마트 서수원점 개점 12주년
- 2017년 9월 9일 이마트 죽전점 개점 12주년
- 2017년 9월 12일 이마트 평촌점 개점 15주년
- 2017년 11월 8일 이마트 신도림점 개점 10주년
- 2017년 11월 22일 이마트 춘천점 개점 12주년
- 2017년 11월 27일 이마트 명일점 개점 15주년
- 2017년 11월 29일 이마트 학성점으로 16년만에 폐점
- 2017년 11월 30일 이마트 남양주점 개점 12주년
- 2017년 12월 12일 이마트 연수점, 마산점 15주년
- 2017년 12월 14일 이마트 여주점 개점 10주년
- 2017년 12월 19일 이마트 오산점 개점 12주년
- 2017년 12월 20일 이마트 용인점 개점 12주년
- 2017년 12월 21일 이마트 동탄점 개점 10주년
- 2017년 12월 24일 이마트 강릉점 개점 15주년
- 2018년 1월 1일 이마트 김천점 개점 20주년
- 2018년 5월 15일 이마트 여의도점 개점 10주년
- 2018년 5월 16일 이마트 시지점으로 18년만에 폐점
- 2018년 5월 22일 이마트 다산점 개점 10주년
- 2018년 5월 23일 이마트 안산고잔점 개점 15주년
- 2018년 5월 30일 이마트 하남점 개점 10주년
- 2018년 6월 8일 이마트 서귀포점 개점 12주년
- 2018년 6월 15일 이마트 경산점 개점 12주년
- 2018년 6월 27일 이마트 청주점 개점 20주년
- 2018년 6월 28일 이마트 부평점으로 23년만에 폐점
- 2018년 7월 4일 이마트 광주점 개점 12주년
- 2018년 7월 24일 이마트 문현점 개점 15주년, 이마트 청계천점 개점 10주년
- 2018년 7월 27일 이마트 동백점 개점 12주년
- 2018년 8월 6일 이마트 금정점 개점 15주년
- 2018년 8월 21일 이마트 수지점 개점 15주년
- 2018년 8월 29일 이마트 신제주점 개점 15주년
- 2018년 9월 4일 이마트 왕십리점 개점 10주년
- 2018년 9월 22일 이마트 검단점 개점 12주년
- 2018년 10월 1일 이마트 보령점 개점 10주년
- 2018년 10월 9일 이마트 안성점 개점 10주년
- 2018년 10월 12일 이마트 익산점 개점 12주년
- 2018년 10월 16일 이마트 미아점 개점 10주년
- 2018년 10월 20일 이마트 아산점 개점 12주년
- 2018년 10월 31일 이마트 태백점 개점 12주년
- 2018년 11월 20일 이마트 속초점 개점 15주년
- 2018년 12월 3일 이마트 전주점 개점 20주년
- 2018년 12월 5일 이마트 사상점 개점 15주년
- 2018년 12월 13일 이마트 의왕점 개점
- 2018년 12월 16일 이마트 인천점으로 16년만에 폐점
- 2019년 1월 23일 이마트 보라점 개점 10주년
- 2019년 1월 27일 이마트 동해점 개점 15주년
- 2019년 2월 8일 이마트 부천점 개점 20주년, 이마트 자양점 개점 12주년
- 2019년 2월 26일 이마트 영천점 개점 15주년
- 2019년 3월 20일 이마트 원주점 개점 20주년, 이마트 덕이점으로 23년만에 폐점
- 2019년 4월 12일 이마트 상주점 개점 12주년
- 2019년 4월 21일 이마트 목동점 개점 10주년
- 2019년 6월 8일 이마트 광산점 개점 15주년
- 2019년 7월 19일 이마트 봉선점 개점 12주년
- 2019년 7월 20일 이마트 양주점 개점 15주년
- 2019년 7월 29일 이마트 역삼점 개점 20주년
- 2019년 8월 3일 이마트 양산점 개점 15주년
- 2019년 8월 7일 이마트 흥덕점 개점 10주년
- 2019년 8월 13일 이마트 파주점 개점 15주년
- 2019년 8월 26일 이마트 신월점 개점 20주년
- 2019년 8월 29일 이마트 구로점 개점 20주년
- 2019년 9월 3일 이마트 반야월점 개점 15주년
- 2019년 9월 16일 이마트 포항이동점 개점 15주년, 이마트 영등포점 개점 10주년
- 2019년 9월 17일 이마트 경기광주점 개점 10주년
- 2019년 9월 22일 이마트 월계점 개점 15주년
- 2019년 10월 7일 이마트 용산점 개점 15주년
- 2019년 10월 22일 이마트 수색점 개점 10주년
- 2019년 10월 29일 이마트 서부산점으로 22년만에 폐점
- 2019년 11월 8일 이마트 신도림점 개점 12주년
- 2019년 11월 12일 이마트 안동점 개점 15주년
- 2019년 11월 17일 이마트 성서점 개점 20주년
- 2019년 11월 25일 이마트 산본점 개점 20주년
- 2019년 12월 14일 이마트 여주점 개점 12주년
- 2019년 12월 18일 이마트 상무점으로 18년만에 폐점
- 2019년 12월 21일 이마트 동탄점 개점 12주년, 이마트 제천점 개점 10주년
- 2020년 1월 1일 이마트 천호점 개점 20주년
- 2020년 2월 24일 이마트 양재점 개점 15주년
- 2020년 5월 15일 이마트 여의도점 개점 12주년
- 2020년 5월 22일 이마트 다산점 개점 12주년
- 2020년 5월 30일 이마트 하남점 개점 12주년
- 2020년 6월 10일 이마트 가든5점 개점 10주년
- 2020년 7월 1일 이마트 통영점 개점 15주년
- 2020년 7월 16일 이마트 신촌점 개점
- 2020년 7월 24일 이마트 청계천점 개점 12주년
- 2020년 7월 27일 이마트 순천점 개점 15주년
- 2020년 8월 12일 이마트 포천점 개점 10주년
- 2020년 8월 25일 이마트 서수원점 개점 15주년
- 2020년 9월 4일 이마트 왕십리점 개점 12주년
- 2020년 9월 8일 이마트 성남점 개점 10주년
- 2020년 9월 9일 이마트 죽전점 개점 15주년
- 2020년 10월 1일 이마트 보령점 개점 12주년
- 2020년 10월 9일 이마트 안성점 개점 12주년
- 2020년 10월 16일 이마트 미아점 개점 12주년
- 2020년 11월 22일 이마트 춘천점 개점 15주년
- 2020년 11월 30일 이마트 남양주점 개점 15주년
- 2020년 12월 6일 이마트 사천점 개점 10주년
- 2020년 12월 9일 이마트 광명소하점 개점 10주년
- 2020년 12월 19일 이마트 목포점 개점 20주년, 이마트 오산점 개점 15주년
- 2020년 12월 20일 이마트 용인점 개점 15주년
- 2020년 12월 21일 이마트 천안터미널점 개점 10주년
- 2020년 12월 23일 이마트 진접점 개점 10주년
- 2021년 1월 21일 이마트 묵동점 개점 10주년
- 2021년 1월 23일 이마트 보라점 개점 12주년
- 2021년 4월 10일 이마트 군산점 개점 20주년
- 2021년 4월 21일 이마트 목동점 개점 12주년
- 2021년 4월 28일 이마트 동광주점으로 26년만에 폐점
- 2021년 5월 4일 이마트 인천공항점으로 16년만에 폐점
- 2021년 6월 8일 이마트 서귀포점 개점 15주년
- 2021년 6월 15일 이마트 경산점 개점 15주년
- 2021년 7월 4일 이마트 광주점 개점 15주년
- 2021년 7월 7일 이마트 감삼점으로 19년만에 폐점
- 2021년 7월 27일 이마트 동백점 개점 15주년
- 2021년 8월 7일 이마트 흥덕점 개점 12주년
- 2021년 8월 19일 이마트 이문점으로 12년만에 폐점
- 2021년 8월 31일 이마트 파주운정점 개점 10주년
- 2021년 9월 9일 이마트 에코시티점 개점
- 2021년 9월 16일 이마트 영등포점 개점 12주년
- 2021년 9월 17일 이마트 경기광주점 개점 12주년
- 2021년 9월 22일 이마트 검단점 개점 15주년
- 2021년 10월 12일 이마트 익산점 개점 15주년
- 2021년 10월 20일 이마트 아산점 개점 15주년
- 2021년 10월 22일 이마트 수색점 개점 12주년
- 2021년 10월 31일 이마트 태백점 개점 15주년
- 2021년 12월 15일 이마트 동구미점 개점 10주년
- 2021년 12월 21일 이마트 제천점 개점 12주년
- 2021년 12월 22일 이마트 대전터미널점 개점 10주년
- 2021년 12월 23일 이마트 여수점 개점 20주년
- 2022년 1월 10일 이마트 마포점 개점 10주년
- 2022년 2월 2일 이마트 서산점 개점 10주년
- 2022년 2월 8일 이마트 자양점 개점 15주년
- 2022년 3월 12일 이마트 연제점 개점 20주년
- 2022년 4월 4일 이마트 중동점 개점 20주년
- 2022년 4월 10일 이마트 울산점, 칠성점 개점 20주년
- 2022년 4월 12일 이마트 상주점 개점 15주년
- 2022년 4월 24일 이마트 둔산점 개점 20주년
- 2022년 5월 9일 이마트 계양점 개점 20주년
- 2022년 5월 29일 이마트 하월곡점 개점 10주년
- 2022년 6월 10일 이마트 가든5점 개점 12주년
- 2022년 6월 15일 이마트 구미점 개점 20주년
- 2022년 6월 24일 이마트 창원점 개점 20주년
- 2022년 7월 19일 이마트 봉선점 개점 15주년
- 2022년 8월 12일 이마트 포천점 개점 12주년
- 2022년 8월 17일 이마트 화성봉담점 개점 10주년
- 2022년 9월 8일 이마트 성남점 개점 12주년
- 2022년 9월 12일 이마트 평촌점 개점 20주년
- 2022년 9월 23일 이마트 가양점으로 22년만에 폐점
- 2022년 11월 8일 이마트 신도림점 개점 15주년
- 2022년 11월 27일 이마트 명일점 개점 20주년
- 2022년 11월 30일 이마트 시화점으로 22년만에 폐점
- 2022년 12월 6일 이마트 사천점 개점 12주년
- 2022년 12월 9일 이마트 광명소하점 개점 12주년
- 2022년 12월 12일 이마트 연수점, 마산점 개점 20주년
- 2022년 12월 13일 이마트 천안서북점 개점 10주년
- 2022년 12월 14일 이마트 여주점 개점 15주년
- 2022년 12월 21일 이마트 동탄점 개점 15주년, 이마트 천안터미널점 개점 12주년
- 2022년 12월 23일 이마트 진접점 개점 12주년
- 2022년 12월 24일 이마트 강릉점 개점 20주년
- 2023년 1월 21일 이마트 묵동점 개점 12주년
- 2023년 4월 25일 이마트 성수점으로 22년만에 폐점
- 2023년 5월 15일 이마트 여의도점 개점 15주년
- 2023년 5월 22일 이마트 다산점 개점 15주년
- 2023년 5월 23일 이마트 안산고잔점 개점 20주년
- 2023년 5월 30일 이마트 하남점 개점 15주년
- 2023년 6월 16일 이마트 광명점으로 16년만에 폐점, 이마트 이수점으로 12년만에 폐점
- 2023년 7월 15일 이마트 의정부점 개점 10주년
- 2023년 7월 24일 이마트 문현점 개점 20주년, 이마트 청계천점 개점 15주년
- 2023년 8월 6일 이마트 금정점 개점 20주년
- 2023년 8월 8일 이마트 별내점 개점 10주년
- 2023년 8월 21일 이마트 수지점 개점 20주년
- 2023년 8월 29일 이마트 신제주점 개점 20주년
- 2023년 8월 31일 이마트 파주운정점 개점 12주년
- 2023년 9월 4일 이마트 왕십리점 개점 15주년
- 2023년 10월 1일 이마트 보령점 개점 15주년
- 2023년 10월 9일 이마트 안성점 개점 15주년
- 2023년 10월 16일 이마트 미아점 개점 15주년
- 2023년 11월 12일 이마트 창동점 개점 30주년
- 2023년 11월 20일 이마트 속초점 개점 20주년
- 2023년 12월 5일 이마트 사상점 개점 20주년
- 2023년 12월 15일 이마트 동구미점 개점 12주년
- 2023년 12월 22일 이마트 대전터미널점 개점 12주년
- 2024년 1월 10일 이마트 마포점 개점 12주년
- 2024년 1월 23일 이마트 보라점 개점 15주년
- 2024년 1월 27일 이마트 동해점 개점 20주년
- 2024년 2월 2일 이마트 서산점 개점 12주년
- 2024년 2월 26일 이마트 영천점 개점 20주년
- 2024년 4월 2일 이마트 펜타포트점으로 12년만에 폐점
- 2024년 4월 21일 이마트 목동점 개점 15주년
- 2024년 5월 7일 이마트 상봉점으로 24년만에 폐점
- 2024년 5월 29일 이마트 하월곡점 개점 12주년
- 2024년 6월 8일 이마트 광산점 개점 20주년
- 2024년 7월 20일 이마트 양주점 개점 20주년
- 2024년 7월 24일 이마트 풍산점 개점 10주년
- 2024년 8월 3일 이마트 양산점 개점 20주년
- 2024년 8월 7일 이마트 흥덕점 개점 15주년
- 2024년 8월 13일 이마트 파주점 개점 20주년
- 2024년 8월 17일 이마트 화성봉담점 개점 12주년
- 2024년 9월 3일 이마트 반야월점 개점 20주년
- 2024년 9월 8일 이마트 일산점 개점 30주년
- 2024년 9월 16일 이마트 포항이동점 개점 20주년, 이마트 영등포점 개점 15주년
- 2024년 9월 17일 이마트 경기광주점 개점 15주년
- 2024년 9월 22일 이마트 월계점 개점 20주년
- 2024년 10월 7일 이마트 용산점 개점 20주년
- 2024년 10월 22일 이마트 수색점 개점 15주년
- 2024년 11월 12일 이마트 안동점 개점 20주년
- 2024년 12월 13일 이마트 푸드마켓 수성점 개점, 이마트 천안서북점 개점 12주년
- 2024년 12월 21일 이마트 제천점 개점 15주년
- 2025년 1월 29일 이마트 김포한강점 개점 10주년
- 2025년 2월 5일 이마트 세종점 개점 10주년
- 2025년 2월 24일 이마트 양재점 개점 20주년
- 2025년 6월 10일 이마트 가든5점 개점 15주년
- 2025년 6월 18일 이마트 킨텍스점 개점 10주년
- 2025년 7월 1일 이마트 통영점 개점 20주년
- 2025년 7월 15일 이마트 의정부점 개점 12주년
- 2025년 7월 27일 이마트 순천점 개점 20주년
- 2025년 8월 8일 이마트 별내점 개점 12주년
- 2025년 8월 12일 이마트 포천점 개점 15주년
- 2025년 8월 25일 이마트 서수원점 개점 20주년
- 2025년 9월 3일 이마트 광교점 개점 10주년
- 2025년 9월 8일 이마트 성남점 개점 15주년
- 2025년 9월 9일 이마트 죽전점 개점 20주년
- 2025년 11월 22일 이마트 춘천점 개점 20주년
- 2025년 11월 30일 이마트 남양주점 개점 20주년
- 2025년 12월 3일 이마트 과천점 개점 10주년
- 2025년 12월 6일 이마트 사천점 개점 15주년
- 2025년 12월 9일 이마트 광명소하점 개점 15주년
- 2025년 12월 19일 이마트 오산점 개점 20주년
- 2025년 12월 20일 이마트 용인점 개점 20주년
- 2025년 12월 21일 이마트 천안터미널점 개점 15주년
- 2025년 12월 23일 이마트 진접점 개점 15주년
- 2026년 1월 21일 이마트 묵동점 개점 15주년
- 2026년 6월 8일 이마트 서귀포점 개점 20주년
- 2026년 6월 15일 이마트 경산점 개점 20주년
- 2026년 6월 23일 이마트 김해점 개점 10주년
- 2026년 7월 4일 이마트 광주점 개점 20주년
- 2026년 7월 24일 이마트 풍산점 개점 12주년
- 2026년 7월 27일 이마트 동백점 개점 20주년
- 2026년 8월 31일 이마트 파주운정점 개점 15주년
- 2026년 9월 22일 이마트 검단점 개점 20주년
- 2026년 10월 12일 이마트 익산점 개점 20주년
- 2026년 10월 20일 이마트 아산점 개점 20주년
- 2026년 10월 31일 이마트 태백점 개점 20주년
- 2026년 11월 22일 이마트 제주점 개점 30주년
- 2026년 11월 30일 이마트 분당점 개점 30주년
- 2026년 12월 15일 이마트 동구미점 개점 15주년
- 2026년 12월 22일 이마트 대전터미널점 개점 15주년

## 영업시간 안내
- 묵동점, 수색점, 수서점, 신도림점, 신월점, 여의도점, 하월곡점, 동인천점, 동백점, 보라점, 성남점, 안성점, 양주점, 여주점, 용인점, 의왕점, 일산점, 진접점, 파주점, 포천점, 화성봉담점, 흥덕점, 동해점, 태백점, 천안터미널점, 보령점, 서산점, 아산점, 청주점, 제천점, 울산점, 마산점, 김해점, 통영점, 반야월점, 포항이동점, 포항점, 구미점, 동구미점, 김천점, 상주점, 안동점, 영천점, 순천점, 여수점, 남원점, 익산점 - 10:00 ~ 22:00 (12시간)
- 신촌점 - 10:00 ~ 22:30 (12시간 반)
- 가든5점, 구로점, 마포점, 명일점, 목동점, 미아점, 양재점, 역삼점, 영등포점, 왕십리점, 용산점, 월계점, 은평점, 자양점, 창동점, 천호점, 청계천점, 검단점, 계양점, 연수점, 스타필드마켓 죽전점, 경기광주점, 과천점, 광교점, 광명소하점, 김포한강점, 남양주점, 다산점, 동탄점, 별내점, 부천점, 분당점, 산본점, 서수원점, 수원점, 수지점, 안산고잔점, 안양점, 오산점, 의정부점, 이천점, 중동점, 파주운정점, 평촌점, 평택점, 풍산점, 화정점, 하남점, 춘천점, 강릉점, 속초점, 원주점, 대전터미널점, 둔산점, 세종점, 천안서북점, 천안점, 충주점, 금정점, 문현점, 사상점, 연제점, 해운대점, 창원점, 양산점, 진주점, 만촌점, 성서점, 월배점, 칠성점, 푸드마켓 수성점, 경산점, 광산점, 광주점, 봉선점, 목포점, 에코시티점, 전주점, 군산점, 서귀포점, 신제주점, 제주점 - 10:00 ~ 23:00 (13시간)
- 사천점 - 10:30 ~ 22:00 (11시간 반)

## 휴무일 안내
- 둘째주, 넷째주 월요일 - 금정점, 문현점, 사상점, 연제점, 해운대점, 만촌점, 반야월점, 성서점, 월배점, 칠성점, 푸드마켓 수성점
- 둘째주, 넷째주 수요일 - 양재점, 청계천점, 과천점, 김포한강점, 남양주점, 다산점, 별내점, 안성점, 안양점, 양주점, 여주점, 오산점, 의왕점, 의정부점, 일산점, 진접점, 파주운정점, 파주점, 평촌점, 포천점, 풍산점, 하남점, 화정점, 강릉점, 원주점, 태백점, 보령점, 청주점, 경산점, 구미점, 동구미점, 김천점, 상주점, 안동점, 영천점
- 둘째주, 넷째주 일요일 - 가든5점, 구로점, 마포점, 명일점, 목동점, 묵동점, 미아점, 수색점, 수서점, 신도림점, 신월점, 신촌점, 여의도점, 역삼점, 영등포점, 왕십리점, 용산점, 월계점, 은평점, 자양점, 창동점, 천호점, 하월곡점, 검단점, 계양점, 동인천점, 연수점, 스타필드마켓 죽전점, 경기광주점, 광교점, 광명소하점, 동백점, 동탄점, 보라점, 부천점, 분당점, 산본점, 서수원점, 성남점, 수원점, 수지점, 용인점, 이천점, 중동점, 평택점, 화성봉담점, 흥덕점, 동해점, 속초점, 춘천점, 대전터미널점, 둔산점, 세종점, 서산점, 아산점, 천안서북점, 천안점, 천안터미널점, 제천점, 김해점, 마산점, 양산점, 창원점, 사천점, 진주점, 통영점, 포항이동점, 포항점, 광산점, 광주점, 봉선점, 목포점, 순천점, 여수점, 군산점, 남원점, 에코시티점, 익산점, 전주점
- 둘째주 수요일, 넷째주 일요일 - 울산점
- 둘째주 금요일, 넷째주 토요일 - 서귀포점, 신제주점, 제주점
- 매월 10일, 25일 - 충주점
- 매월 10일, 넷째주 일요일 - 안산고잔점

## 조직 구조
이마트는 신세계그룹 내에서 상해이마트유한공사, 천진태달이마트유한공사와 함께 할인점 부문에 속해 있으며, 일부 점포는 죽전역에 위치한 신세계백화점 경기점과 신세계 스타일마켓 대전터미널점처럼 신세계와 같이 하는 경우가 있다.
그룹 관계사와 밀접한 관계를 가지고 사업을 벌이는데 스타벅스, 조선호텔, 베이커리 등과 같이 이마트 점포에 입점하는 경우가 있으며, 일부 이마트 건물은 신세계건설에서 짓는다. 또한 일부 점포중에서 위탁경영 또는 가맹점으로 운영하고 있다.

## 상품

### 자체 개발 상품

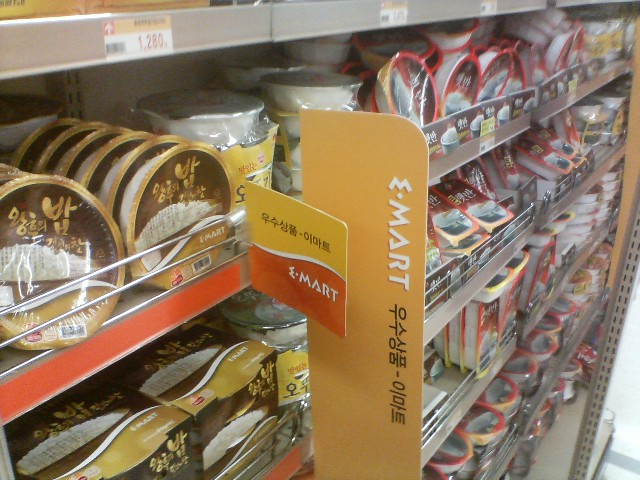
2007년 11월 이마트의 즉석밥 자체 개발 상품인 ‘왕후의 밥’이 진열되어 있다.

이마트에서는 지난 1996년 PL상품을 개발했으며, 이후 다양한 브랜드를 만들어 현재까지 판매하고 있다. 이마트의 자체 개발 상품 브랜드와 분야는 다음과 같다.(2008년 이후 신규 브랜드는 제외)
- 1996~2007년
  - 이플러스: 식품, 생활용품 분야
  - 이베이직: 의류 분야
  - 자연주의: 도자기와 쟁반, 주방용품, 침구류 등을 취급하며, 2000년 6월 말 해운대점에서 처음 선보였다.[24]

- 2006~2007년

1. 902, DAIZ, 헨리브라운: 의류 분야

- - fresh: 신선식품 분야
  - 이마트: 가공식품·일상용품 분야
  - 러빙홈: 가정·주방용품 분야
  - 플러스메이트: 가전·문화상품 분야
  - 베스트셀렉트: 프리미엄(고급) 생활용품 분야
  - 스마트이팅: 식품 분야
  - 엠엠독스, 엠엠캣츠: 애견 관련 전문 브랜드
- 현재
  - PEACOCK: 가공식품
  - 플러스메이트 (러빙홈): 가전·문화상품 분야
  - DAIZ, 헨리브라운: 의류 분야
  - 자주: 생활용품
  - 노브랜드: 식품, 생활용품 분야 포장이 노란색으로 통일된 것이 특징이다.

의류 브랜드의 경우 초기 이베이직(E-BASIC)을 기본으로 성인남여/유아동 및 잡화, 내의 전상품을 동일한 브랜드로 출시하였으며, 출시 초기 이베이직 블랙라벨(E-BASIC BLACK LABEL)이라는 프리미엄 상품을 출시하기도 하였으나 저가로 인식된 PB상품의 고급화는 고객에게 큰 호응을 얻지 못한 채 사라졌다. 이후 PB를 PL로 개념을 전환하면서 2006년 8월 '
1. 902'(샵나인오투), 2007년 8월에 'DAIZ'(데이즈), '헨리브라운'이라는 새로운 의류 브랜드가 등장했다. 대부분의 이마트 점포에 입점되어 있는 디자인유나이티드(Design United)는 많은 사람들이 오해하는 바와 같이 PL 상품이 아니라 PNB(Private National Brand)[25] 로서 신세계 계열사인 신세계인터내셔널의 의류 브랜드이다. 이와 유사한 예로 홈패션 상품 중 이상봉- 등이 있다.[26], 2007년 10월 16일, 이마트에서는 신선식품 브랜드 '후레쉬'(fresh), 가공식품·일상용품 브랜드 '이마트', 가정·주방용품 브랜드 '러빙홈', 가전·문화상품 브랜드 '플러스메이트(Plusmate)', 프리미엄 생활용품 브랜드 '베스트셀렉트(BESTSELECT)', 저가 실속형 브랜드 '해피 초이스' 등 새롭게 출범한 6개 브랜드와 함께 3000개의 상품을 출시하면서 '이플러스' 브랜드를 폐지했다.[27]

2008년 2월 13일에는 유아동복 브랜드인 Daiz KIDS(데이즈 키즈), Daiz Baby(데이즈 베이비), urban8(어반에잇, 피혁잡화), 7fit(세븐핏, 섬유잡화/내의)이라고 하는 4개 자체 개발 상품 브랜드를 새로 발표하면서 기존 이베이직(E-BASIC) 브랜드는 모두 폐지하였다. 또한 2008년 6월 5일에는 스마트이팅(SMART EATING)이라는 웰빙 트렌드에 맞춘 신규 PL을 발표하여 무조건 저가로만 승부하던 기존 PL의 개념을 새롭게 정의한 상품군을 출시하였다. 10월에는 개와 고양이 등 애완동물을 위한 '이마트 자체 상표'인 '엠엠독스'와 '엠엠캣츠'를 선보였다.
2011년 10월 27일에는 32인치형 LED TV를 비슷한 사양의 기존 제품보다 40%정도 저렴한 가격인 49만 9천원에 판매하여 판매 시작 8시간만에 1350대가 팔렸다.

### 중소 기업 박람회
이마트에서는 2005년 6월부터 일정 기간마다 중소 기업 박람회를 열어 참가 신청을 한 기업을 대상으로 심사를 거친 다음 선정된 업체에 한해 박람회에 전시하고 있다. 박람회에서 상품성을 인정받은 상품은 검증 결과를 거쳐 이마트 매장에 판매할 수 있는 기회가 주어진다.
2005년 10월에 제2회 박람회, 2006년 6월에 제3회 박람회, 2007년 10월에 제4회 박람회, 2009년 5월에 제5회 박람회 등이 열렸다. 제 4회 박람회까지 총 274개의 업체가 이마트 납품업체로 최종 선정되었다.

## 카드 서비스

### 직불카드
이마트는 직불카드 결제가 가능하다. 그러나 직불카드의 특성상 오전 7시 30분부터 ~ 오후 11시까지 사용이 가능하다.
- 2004년 10월 14일 이마트는 카드사와 카드수수료 분쟁이 있었으며, 카드수수료를 회피하기 위한 방법으로 직불카드 결제를 도입하였다.[33] 2004년 11월 1일부터 신세계 유통계열사(이마트, 신세계백화점 등)에서 직불카드 사용이 가능해졌다.[34]
- 우리은행과 신한은행은 2004년 11월 1일부터 발급하였지만[35] 우리은행만 2013년 9월 1일로 계약이 종료로 제휴직불 발급이 불가능 하다. 신한은행만 발급받을 수 있으며, 스마트원 직불카드 하단에 "이마트 제휴"라고 되어 있다.[36] 하지만 이마트 제휴라고 찍혀 있는 스마트원 직불카드가 굳이 아니어도, 신한은행에서 발행하는 마에스트로 국제현금카드 및 EXK 국제현금카드 역시 직불카드가 장착되어 있어서 이마트 및 신세계백화점에서 직불결제 이용이 가능하고 신세계포인트 우대적립도 받을 수 있다.

### 현금카드
2012년 11월 21일에 현금카드 결제를 도입하였다. 신세계백화점(충청점 제외), 이마트, 이마트 에브리데이 등 모든 지점에서 사용이 가능하다.

### 신세계 기프트 카드
기프트 카드는 신세계백화점, 이마트몰, 신세계몰, 이마트 등에서 신세계 기프트 카드를 구매 가능하고 충전할 수 있다. 다만 신세계 계열사에서만 사용이 가능하다.
멤버십 카드
2000년부터 자체적인 멤버스 카드가 존재하고 있다. 2001년 SK의 OK캐쉬백과 제휴하였지만, 2012년 8월로 계약이 종료되었다. 자체적인 신세계 포인트 카드 멤버십 서비스를 2012년 3월에 개시 및 잔돈 적립 서비스를 개시하였다. 2013년 4월 15일에 GS리테일의 GS&포인트와 제휴하여 이마트에서 GS&포인트의 적립이 가능하지만, 2016년 3월 31일에 제휴가 종료되었다. 2013년에는 CJ제일제당과 제휴하여 이마트 혹은 이마트 트레이더스에서 CJ제일제당 및 CJ 계열에서 만든 물품을 구입하면 이 품목들에 한해 CJ ONE 포인트를 추가로 적립해 준다. 이마트의 신세계포인트 카드는 이마트 매장에서 바로 신청하여 등록하거나 자신이 수령하여 신세계포인트 홈페이지에서 등록한다.

### 이마트e카드
2015년 6월 26일 현대카드와 제휴하여 모든 가맹점에서 신세계포인트로 적립을 해주며 현대체크카드는 2019년 8월 13일에 단종되면서 신용만 남았다.

## 문제점

### 식품 안전성 논란
- 2007년 9월에 식품의약품안전청이 국내에서 판매되고 있는 87개 녹차 제품의 잔류 농약을 정밀조사한 결과 이마트에서 자체 브랜드로 판매하고 있는 이플러스 첫물 가루 녹차에서 농약 성분인 클로르페나피르가 기준치 이상으로 검출됐다고 발표했다.[45]
- 2008년 11월 28일에 농산물품질관리원이 단속한 결과 이마트 남양주점에서는 포장육 상단에 원산지를 미국산으로 표시했지만, 하단 바코드에는 호주산으로 이중 표기한 것이 적발되었다.[46]
- 2009년 4월에는 이마트 전주점에서 판매한 삼겹살이 사실은 앞다리살이었던 것으로 밝혀졌다.[47]
- 2010년 7월 27일에 경기도 축산위생연구소 단속 결과 이마트 광명점에서 미국산 쇠고기를 국산으로 둔갑시켜 판매한 사실이 적발되었다.[48] 정용진 신세계 부회장과 최병렬 이마트 대표가 트위터를 통해 정식으로 사과했지만, 소비자 전체가 아니라 특정 트위터 사용자에게만 사과하며 서둘러 상황을 매듭지으려 한 것은 부적절했다는 지적이 있다.[49] 《PD저널》은 여기에 이 사건이 지상파 방송 3사 뉴스에선 언급조차 되지 않았다는 사실을 지적했다.[50]

### 노동조합 탄압 논란
이마트는 노조를 원천 봉쇄하기 위해 본부와 지점별로 대응 조직을 만들어 운영했다는 의혹이 제기되었다. KBS등이 입수해 보도한 문건에 의하면, 조직 이름은 해바라기팀이며, 노조의 실체를 파악하는 씨앗조, 집회·시위에 대응하는 울타리조, 노조 홍보물을 수거하는 제초조 등으로 나뉘어 있었다. '채증미행조'에서는 녹음기와 사진기는 물론 망원경과 차량 위치 추적기까지 갖추도록 지시했다. 노조 설립에 동조한 직원들의 계보를 작성하고, 일거수 일투족을 기록했다. 감시대상자로 지목된 일부는 실제 해고되었다. 이에 대해 이마트 측은 KBS와의 인터뷰에서 2004년부터 작성된 900여건의 문건이 전부 시나리오일 뿐이라고 주장했지만 KBS가 확인한 실제 실행사례에 대해서는 답변하지 못했다.
2013년 1월 16일 노웅래, 장하나 의원이 기자회견을 통해 공개한 자료에 의하면, 이마트는 또한 노조설립을 봉쇄하기 위해 주민등록번호, 전자우편주소, 결혼기념일 등과 같은 직원들의 개인정보를 이용해 직원들이 민주노총 누리집에 회원으로 가입되어 있는지 여부를 일일이 확인한 것으로 드러났다. 확인결과 회원으로 가입한 것으로 드러난 직원은 해고되거나 퇴사유도 조치가 내려졌다고 한다. 이에 대해 민주사회를 위한 변호사모임의 한 변호사는 이러한 행위가 사이트 관리자에 대한 업무방해이며, 개인정보보호법과 주민등록법 등을 위반한 중범죄라고 주장했다.
이밖에도 개인 소지품도 이른바 '문제인력'을 색출해내는 증거로 활용되었다. 〈전태일평전〉이나 전국민주노동조합총연맹의 〈노동자 권리찾기 안내 수첩〉 등이 발견되면 이마트는 관련자를 색출해내 퇴사를 유도하도록 했다.

### 홍보글 여성 비하 논란
이마트는 쭈꾸미 볶음 사진과 함께 조리방법을 전하며 "오늘은 남편이든 애인이든 그만 들들 볶고 쭈꾸미 볶으세요. 이 쭈꾸미 볶음으로 매콤하게 혼내주면 되잖아요" 라며 공식 인스타그램에 글을 게시하였다. 이 게시글에 소비자들 반응은 "여성이 남자를 들들 볶는 사람이냐" "주고객이 여성인데 무슨 소리인 것입니까"라는 반응이 쏟아졌고, 이마트에게 사과를 요구하는 소비자들도 있었다. 네티즌들은 "여성 비하글이 맞다." "지나친 비약이다"라는 의견이 분분하였다. 이에 이마트는 사과문을 게제하며,"생각이 짧았다. 의도가 그러지 않았다고 하더라도 마음을 상하게 하여드린 점 사과드리고, 기분 좋은 주말에 심려를 끼쳐드려서 정말 죄송합니다" 라고 적었다.

### 케이지 없는 계란
최근 스타벅스는 한국을 비롯한 전 세계적으로 100% 케이지 없는 계란으로의 전환 목표를 달성하지 못해 공개적으로 비판을 받고 있다. World Animal Protection 그리고 Compassion in World Farming과 같은 조직은 스타벅스가 2012년 이후로 동물 복지에 있어 뚜렷한 개선을 보여주지 못했다고 밝혔다.
미국 휴메인 소사이어티(Humane Society of United States)에 따르면 2020년부터 스타벅스는 더 이상 실제 케이지 없는 약속을 할 자격이 없다

## 신용등급
- 이마트는 우수한 오프라인 유통 사업기반을 인정받아 나이스신용평가와 한국신용평가로부터 회사채 신용등급 'AA-'를 받았다.
- 이마트는 국내 131개 대형마트와 다각화된 유통채널을 보유한 강점이 있으나, 이커머스 부문의 높은 비용과 건설부문 적자로 2023년 영업손실을 기록했으며, 2024년에는 오프라인 매출 회복과 자회사 실적개선으로 471억원의 영업이익을 달성했다. 이마트, 신용등급 'AA-' 유지... 유통 경쟁력 입증

## 점포

### 이마트점포

#### 대형마트
| 광역 자치      | 기초 자치      | 점포명                                               | 전문점입점             |
| -------------- | -------------- | ---------------------------------------------------- | ---------------------- |
| 서울특별시     | 중구           | 청계천점 (서울특별시 중구 청계천로 400)              | 일렉트로마트, 토이킹덤 |
| 서울특별시     | 용산구         | 용산점 (서울특별시 용산구 한강대로23길 55)           | 일렉트로마트, 토이킹덤 |
| 서울특별시     | 성동구         | 왕십리점 (서울특별시 성동구 왕십리광장로 17)         | 일렉트로마트           |
| 서울특별시     | 광진구         | 자양점 (서울특별시 광진구 아차산로 272)              | 일렉트로마트, 토이킹덤 |
| 서울특별시     | 중랑구         | 묵동점 (서울특별시 중랑구 동일로 932)                |                        |
| 서울특별시     | 성북구         | 미아점 (서울특별시 성북구 도봉로 17)                 | 일렉트로마트           |
| 서울특별시     | 성북구         | 하월곡점 (서울특별시 성북구 종암로 167)              |                        |
| 서울특별시     | 도봉구         | 창동점 (서울특별시 도봉구 노해로65길 4)              | 일렉트로마트           |
| 서울특별시     | 노원구         | 월계점 (서울특별시 노원구 마들로3길 15)              | 일렉트로마트, 토이킹덤 |
| 서울특별시     | 은평구         | 수색점 (서울특별시 은평구 수색로 217)                |                        |
| 서울특별시     | 은평구         | 은평점 (서울특별시 은평구 은평로 111)                | 일렉트로마트, 토이킹덤 |
| 서울특별시     | 마포구         | 마포점 (서울특별시 마포구 백범로 212)                | 일렉트로마트, 토이킹덤 |
| 서울특별시     | 마포구         | 신촌점 (서울특별시 마포구 신촌로 94)                 |                        |
| 서울특별시     | 양천구         | 목동점 (서울특별시 양천구 오목로 299)                |                        |
| 서울특별시     | 구로구         | 구로점 (서울특별시 구로구 디지털로32길 43)           | 일렉트로마트, 토이킹덤 |
| 서울특별시     | 구로구         | 신도림점 (서울특별시 구로구 새말로 97)               |                        |
| 서울특별시     | 영등포구       | 여의도점 (서울특별시 영등포구 여의동로3길 10)        |                        |
| 서울특별시     | 영등포구       | 영등포점 (서울특별시 영등포구 영중로 15)             | 일렉트로마트, 토이킹덤 |
| 서울특별시     | 서초구         | 양재점 (서울특별시 서초구 매헌로 16)                 |                        |
| 서울특별시     | 강남구         | 역삼점 (서울특별시 강남구 역삼로 310)                |                        |
| 서울특별시     | 송파구         | 가든5점 (서울특별시 송파구 충민로 10)                | 일렉트로마트           |
| 서울특별시     | 강동구         | 명일점 (서울특별시 강동구 고덕로 276)                | 일렉트로마트           |
| 서울특별시     | 강동구         | 천호점 (서울특별시 강동구 천호대로 1017)             | 일렉트로마트           |
| 부산광역시     | 남구           | 문현점 (부산광역시 남구 전포대로91번길 47)           |                        |
| 부산광역시     | 해운대구       | 해운대점 (부산광역시 해운대구 좌동순환로 511)        | 일렉트로마트,토이킹덤  |
| 부산광역시     | 금정구         | 금정점 (부산광역시 금정구 중앙대로1841번길 24)       | 일렉트로마트           |
| 부산광역시     | 연제구         | 연제점 (부산광역시 연제구 연수로 89)                 | 일렉트로마트,토이킹덤  |
| 부산광역시     | 사상구         | 사상점 (부산광역시 사상구 광장로 17)                 | 일렉트로마트,토이킹덤  |
| 대구광역시     | 동구           | 반야월점 (대구광역시 동구 안심로 389-2)              |                        |
| 대구광역시     | 북구           | 칠성점 (대구광역시 북구 침산로 93)                   | 일렉트로마트, 토이킹덤 |
| 대구광역시     | 수성구         | 만촌점 (대구광역시 수성구 동원로 136)                | 일렉트로마트, 토이킹덤 |
| 대구광역시     | 달서구         | 성서점 (대구광역시 달서구 이곡동로 24)               | 일렉트로마트,토이킹덤  |
| 대구광역시     | 달서구         | 월배점 (대구광역시 달서구 진천로 92)                 | 일렉트로마트           |
| 인천광역시     | 중구           | 동인천점 (인천광역시 중구 인중로 134)                |                        |
| 인천광역시     | 연수구         | 연수점 (인천광역시 연수구 경원대로 184)              | 일렉트로마트, 토이킹덤 |
| 인천광역시     | 계양구         | 계양점 (인천광역시 계양구 봉오대로 785)              |                        |
| 인천광역시     | 서구           | 검단점 (인천광역시 서구 서곶로 754)                  |                        |
| 광주광역시     | 서구           | 광주점 (광주광역시 서구 죽봉대로 61)                 | 토이킹덤               |
| 광주광역시     | 남구           | 봉선점 (광주광역시 남구 봉선로 198)                  | 일렉트로마트, 토이킹덤 |
| 광주광역시     | 광산구         | 광산점 (광주광역시 광산구 사암로 172)                |                        |
| 대전광역시     | 동구           | 대전터미널점 (대전광역시 동구 동서대로 1689)         | 일렉트로마트, 토이킹덤 |
| 대전광역시     | 서구           | 둔산점 (대전광역시 서구 둔산북로 41)                 | 일렉트로마트, 토이킹덤 |
| 울산광역시     | 남구           | 울산점 (울산광역시 남구 남중로 48)                   | 일렉트로마트, 토이킹덤 |
| 세종특별자치시 | 세종특별자치시 | 세종점 (세종특별자치시 금송로 687)                   | 일렉트로마트, 토이킹덤 |
| 경기도         | 수원시         | 광교점 (경기도 수원시 영통구 광교로 191)             |                        |
| 경기도         | 수원시         | 서수원점 (경기도 수원시 권선구 수인로 291)           | 일렉트로마트           |
| 경기도         | 수원시         | 수원점 (경기도 수원시 권선구 경수대로 270)           | 일렉트로마트           |
| 경기도         | 성남시         | 분당점 (경기도 성남시 분당구 불정로 134)             |                        |
| 경기도         | 성남시         | 성남점 (경기도 성남시 수정구 수정로 201)             |                        |
| 경기도         | 의정부시       | 의정부점 (경기도 의정부시 민락로 210)                |                        |
| 경기도         | 안양시         | 안양점 (경기도 안양시 동안구 관악대로 104)           |                        |
| 경기도         | 안양시         | 평촌점 (경기도 안양시 동안구 시민대로 300)           | 일렉트로마트           |
| 경기도         | 부천시         | 부천점 (경기도 부천시 소사구 부천로 1)               |                        |
| 경기도         | 부천시         | 중동점 (경기도 부천시 원미구 석천로 188)             | 일렉트로마트           |
| 경기도         | 광명시         | 광명소하점 (경기도 광명시 소하로 97)                 |                        |
| 경기도         | 평택시         | 평택점 (경기도 평택시 영신로 29)                     | 일렉트로마트,토이킹덤  |
| 경기도         | 안산시         | 고잔점 (경기도 안산시 단원구 원포공원1로 46)         | 일렉트로마트,토이킹덤  |
| 경기도         | 고양시         | 일산점 (경기도 고양시 일산동구 중앙로 1124)          |                        |
| 경기도         | 고양시         | 풍산점 (경기도 고양시 일산동구 무궁화로 237)         | 토이킹덤               |
| 경기도         | 고양시         | 화정점 (경기도 고양시 덕양구 백양로 79)              |                        |
| 경기도         | 과천시         | 과천점 (경기도 과천시 별양상가3로 11)                |                        |
| 경기도         | 남양주시       | 남양주점 (경기도 남양주시 늘을2로 27)                |                        |
| 경기도         | 남양주시       | 다산점 (경기도 남양주시 도농로 24)                   | 일렉트로마트, 토이킹덤 |
| 경기도         | 남양주시       | 별내점 (경기도 남양주시 순화궁로 167)                | 일렉트로마트, 토이킹덤 |
| 경기도         | 남양주시       | 진접점 (경기도 남양주시 금강로유연들1길 154)         |                        |
| 경기도         | 오산시         | 오산점 (경기도 오산시 경기대로 181)                  |                        |
| 경기도         | 군포시         | 산본점 (경기도 군포시 산본로 347)                    | 일렉트로마트,토이킹덤  |
| 경기도         | 의왕시         | 의왕점 (경기도 의왕시 경수대로 262)                  |                        |
| 경기도         | 하남시         | 하남점 (경기도 하남시 덕풍서로 70)                   | 일렉트로마트 ,토이킹덤 |
| 경기도         | 용인시         | 동백점 (경기도 용인시 기흥구 동백죽전대로 444)       |                        |
| 경기도         | 용인시         | 보라점 (경기도 용인시 기흥구 한보라1로 92)           |                        |
| 경기도         | 용인시         | 수지점 (경기도 용인시 수지구 수지로 203)             | 일렉트로마트           |
| 경기도         | 용인시         | 용인점 (경기도 용인시 처인구 명지로 53)              |                        |
| 경기도         | 용인시         | 죽전점 (경기도 용인시 수지구 포은대로 552)           | 일렉트로마트, 토이킹덤 |
| 경기도         | 용인시         | 흥덕점 (경기도 용인시 기흥구 흥덕중앙로 60)          |                        |
| 경기도         | 파주시         | 파주점 (경기도 파주시 당하길 10)                     |                        |
| 경기도         | 파주시         | 파주운정점 (경기도 파주시 한울로 123)                |                        |
| 경기도         | 이천시         | 이천점 (경기도 이천시 이섭대천로 1440-50)            | 일렉트로마트, 토이킹덤 |
| 경기도         | 안성시         | 안성점 (경기도 안성시 중앙로 246)                    |                        |
| 경기도         | 김포시         | 김포한강점 (경기도 김포시 김포한강7로 71)            |                        |
| 경기도         | 화성시         | 동탄점 (경기도 화성시 동탄중앙로 376)                | 일렉트로마트           |
| 경기도         | 화성시         | 화성봉담점 (경기도 화성시 봉담읍 효행로 278)         |                        |
| 경기도         | 광주시         | 경기광주점 (경기도 광주시 광주대로 30)               | 일렉트로마트, 토이킹덤 |
| 경기도         | 양주시         | 양주점 (경기도 양주시 평화로 1713)                   |                        |
| 경기도         | 포천시         | 포천점 (경기도 포천시 호국로 915)                    |                        |
| 경기도         | 여주시         | 여주점 (경기도 여주시 세종로 151)                    | 일렉트로마트, 토이킹덤 |
| 강원특별자치도 | 춘천시         | 춘천점 (강원특별자치도 춘천시 경춘로 2353)           | 일렉트로마트, 토이킹덤 |
| 강원특별자치도 | 원주시         | 원주점 (강원특별자치도 원주시 북원로 1928)           |                        |
| 강원특별자치도 | 강릉시         | 강릉점 (강원특별자치도 강릉시 경강로 2398-10)        | 일렉트로마트, 토이킹덤 |
| 강원특별자치도 | 동해시         | 동해점 (강원특별자치도 동해시 천곡로 100)            |                        |
| 강원특별자치도 | 태백시         | 태백점 (강원특별자치도 태백시 굴거랑길 4)            |                        |
| 강원특별자치도 | 속초시         | 속초점 (강원특별자치도 속초시 설악금강대교로 12)     | 토이킹덤               |
| 충청북도       | 청주시         | 청주점 (충북 청주시 서원구 청남로 1853)              | 일렉트로마트, 토이킹덤 |
| 충청북도       | 충주시         | 충주점 (충북 충주시 중원대로 3420)                   |                        |
| 충청북도       | 제천시         | 제천점 (충북 제천시 장평천로 11)                     |                        |
| 충청남도       | 천안시         | 천안점 (충남 천안시 서북구 충무로 187)               | 일렉트로마트, 토이킹덤 |
| 충청남도       | 천안시         | 천안서북점 (충남 천안시 서북구 삼성대로 20)          | 일렉트로마트, 토이킹덤 |
| 충청남도       | 천안시         | 천안터미널점 (충남 천안시 동남구 만남로 43)          |                        |
| 충청남도       | 보령시         | 보령점 (충남 보령시 해안로 25)                       |                        |
| 충청남도       | 아산시         | 아산점 (충남 아산시 온천대로 1678)                   |                        |
| 충청남도       | 서산시         | 서산점 (충남 서산시 서해로 3685)                     |                        |
| 전북특별자치도 | 전주시         | 전주점 (전북특별자치도 전주시 완산구 당산로 111)     | 일렉트로마트           |
| 전북특별자치도 | 전주시         | 에코시티점 (전북특별자치도 전주시 덕진구 세병서로 9) |                        |
| 전북특별자치도 | 군산시         | 군산점 (전북특별자치도 군산시 구암3.1로 137)         |                        |
| 전북특별자치도 | 익산시         | 익산점 (전북특별자치도 익산시 평동로 705)            | 일렉트로마트,토이킹덤  |
| 전북특별자치도 | 남원시         | 남원점 (전북특별자치도 남원시 남문로 385-16)         |                        |
| 전라남도       | 목포시         | 목포점 (전남 목포시 옥암로 138)                      | 일렉트로마트           |
| 전라남도       | 여수시         | 여수점 (전남 여수시 좌수영로 277)                    | 일렉트로마트, 토이킹덤 |
| 전라남도       | 순천시         | 순천점 (전남 순천시 팔마로 191)                      | 일렉트로마트, 토이킹덤 |
| 경상북도       | 포항시         | 포항점 (경북 포항시 남구 냉천로 10)                  | 일렉트로마트, 토이킹덤 |
| 경상북도       | 포항시         | 포항이동점 (경북 포항시 북구 대이로 188)             |                        |
| 경상북도       | 김천시         | 김천점 (경북 김천시 시청로 75)                       |                        |
| 경상북도       | 안동시         | 안동점 (경북 안동시 옥동1길 2)                       |                        |
| 경상북도       | 구미시         | 구미점 (경북 구미시 구미대로 256)                    | 일렉트로마트, 토이킹덤 |
| 경상북도       | 구미시         | 동구미점 (경북 구미시 이계북로 23)                   |                        |
| 경상북도       | 영천시         | 영천점 (경북 영천시 최무선로 83)                     |                        |
| 경상북도       | 상주시         | 상주점 (경북 상주시 경상대로 3141)                   |                        |
| 경상북도       | 경산시         | 경산점 (경북 경산시 옥산로 227)                      |                        |
| 경상남도       | 창원시         | 마산점 (경남 창원시 마산합포구 서성로 3)             | 일렉트로마트,토이킹덤  |
| 경상남도       | 창원시         | 창원점 (경남 창원시 성산구 원이대로 608)             | 일렉트로마트,토이킹덤  |
| 경상남도       | 진주시         | 진주점 (경남 진주시 진양호로 477)                    | 일렉트로마트           |
| 경상남도       | 통영시         | 통영점 (경남 통영시 죽림4로 9)                       |                        |
| 경상남도       | 사천시         | 사천점 (경남 사천시 삼천포대교로 591)                |                        |
| 경상남도       | 김해시         | 김해점 (경남 김해시 김해대로 2232)                   | 일렉트로마트, 토이킹덤 |
| 경상남도       | 양산시         | 양산점 (경남 양산시 양산역6길 12)                    | 일렉트로마트, 토이킹덤 |
| 제주특별자치도 | 제주시         | 신제주점 (제주특별자치도 제주시 1100로 3348)         | 일렉트로마트           |
| 제주특별자치도 | 제주시         | 제주점 (제주특별자치도 제주시 탑동로 38)             |                        |
| 제주특별자치도 | 서귀포시       | 서귀포점 (제주특별자치도 서귀포시 일주동로 9209)     |                        |

#### 이마트 메트로 (중소형 마트)
| 광역 자치  | 기초 자치 | 점포명 |
| ---------- | --------- | ------ |
| 서울특별시 | 양천구    | 신월점 |
| 서울특별시 | 강남구    | 수서점 |

#### 폐점된 점포
- 2012년 안산공단점
- 2014년 공항점
- 2017년 장안점, 학성점
- 2018년 시지점, 부평점, 인천점
- 2019년 덕이점, 서부산점, 상무점
- 2021년 동광주점, 인천공항점, 감삼점, 이문점
- 2022년 가양점, 시화점
- 2023년 성수점, 광명점, 이수점
- 2024년 펜타포트점, 상봉점

## 사진

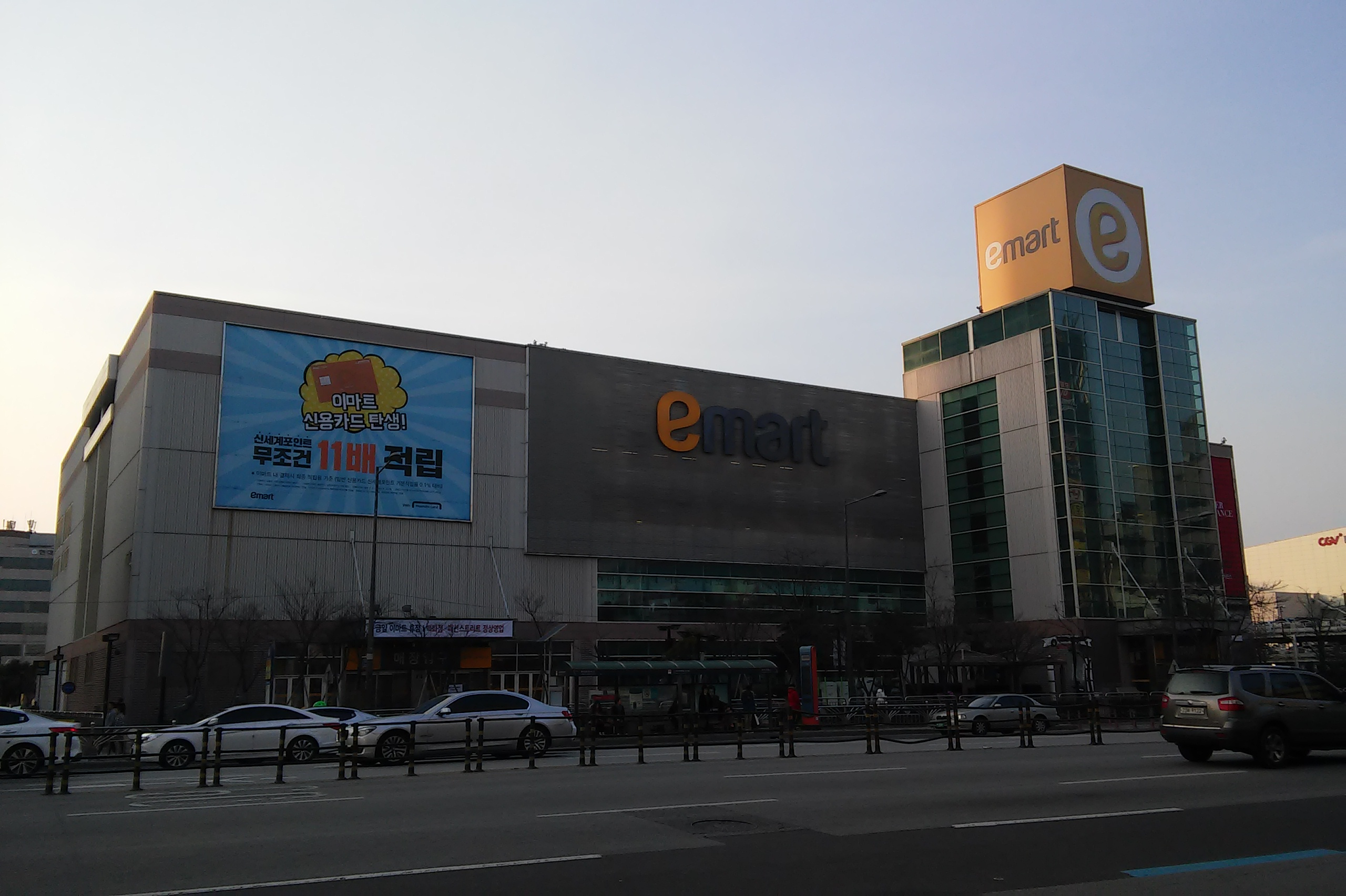
이마트 광주점
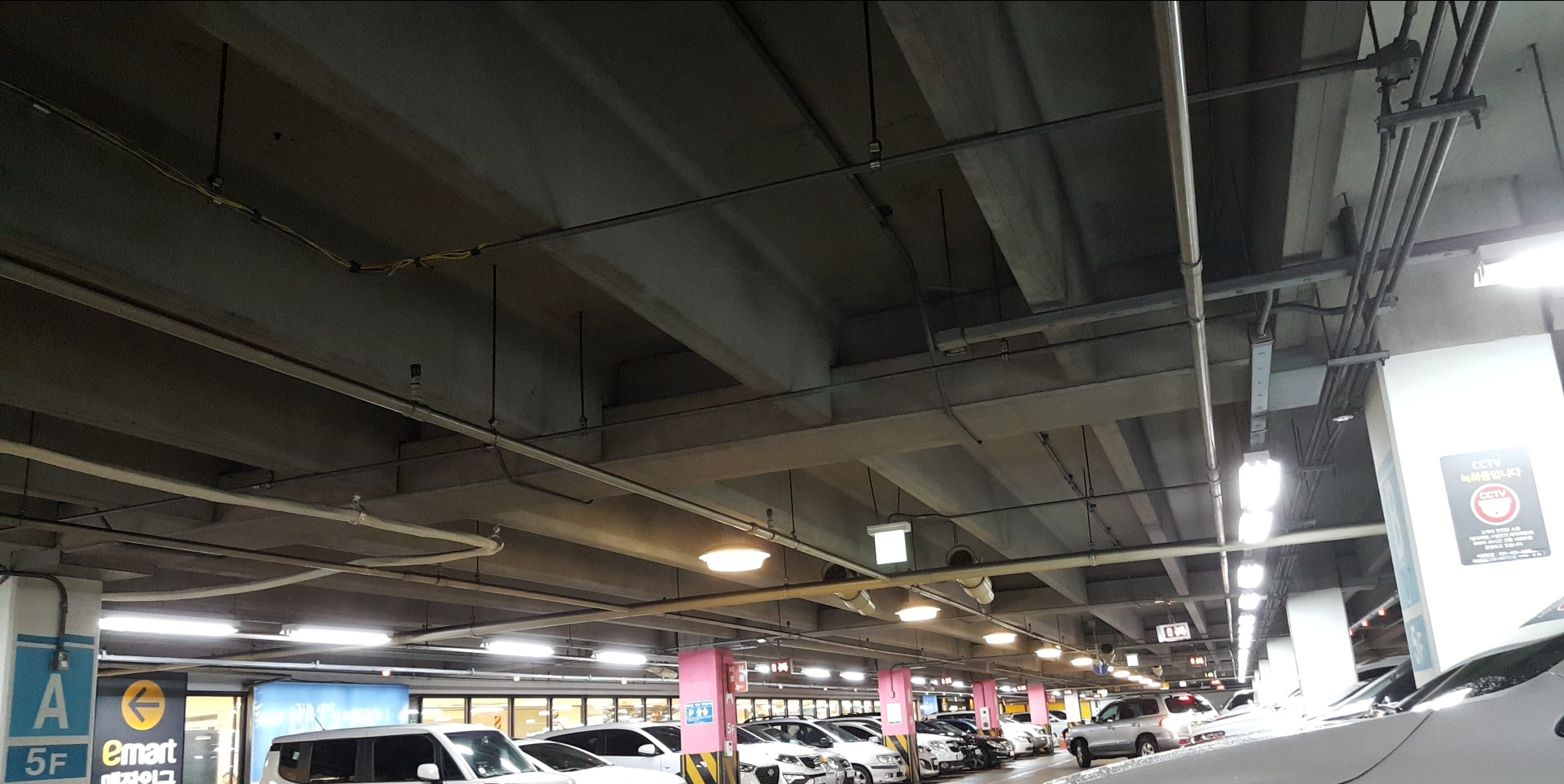
이마트 산본점 5층 주차장
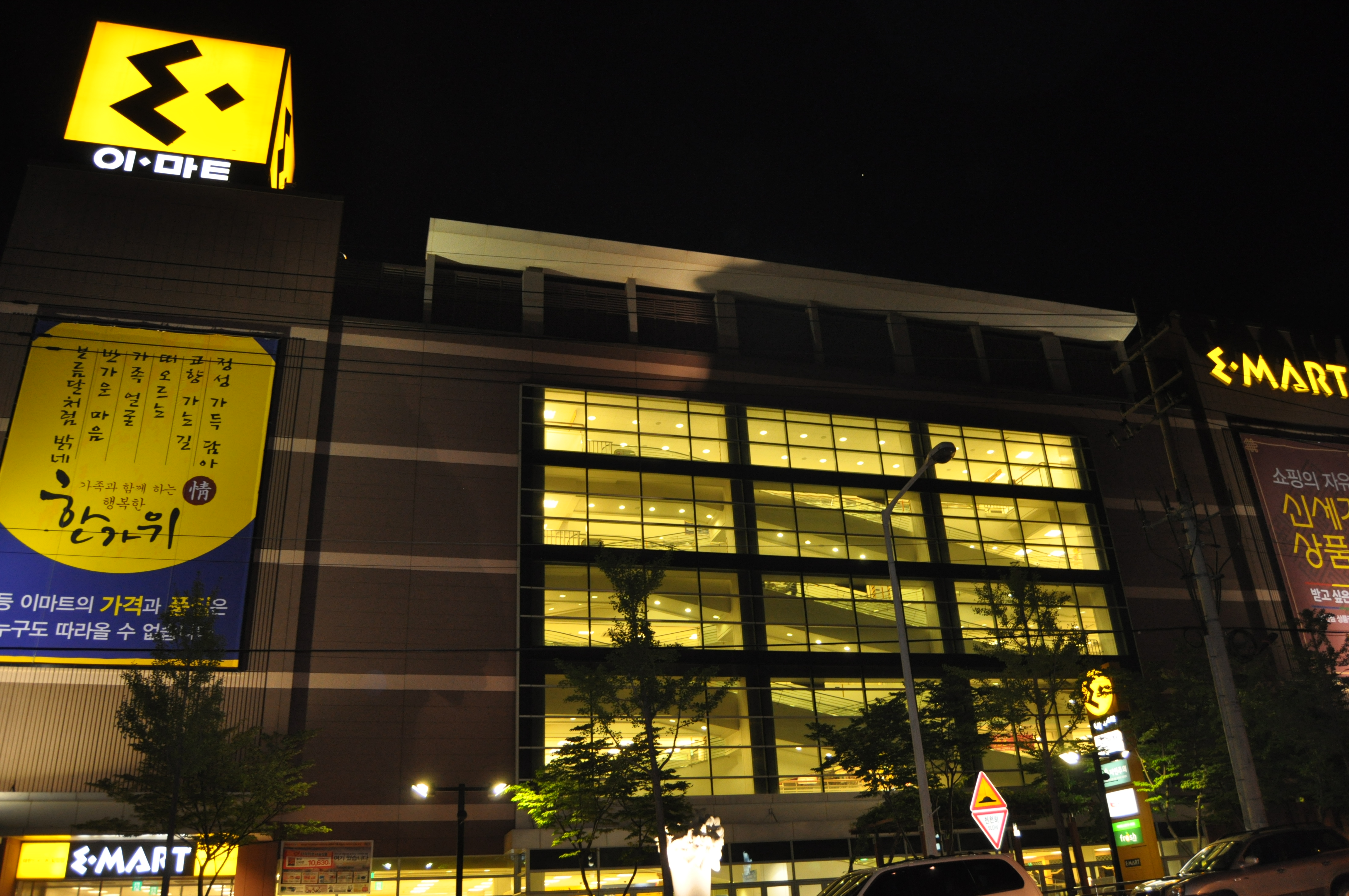
이마트 용인점
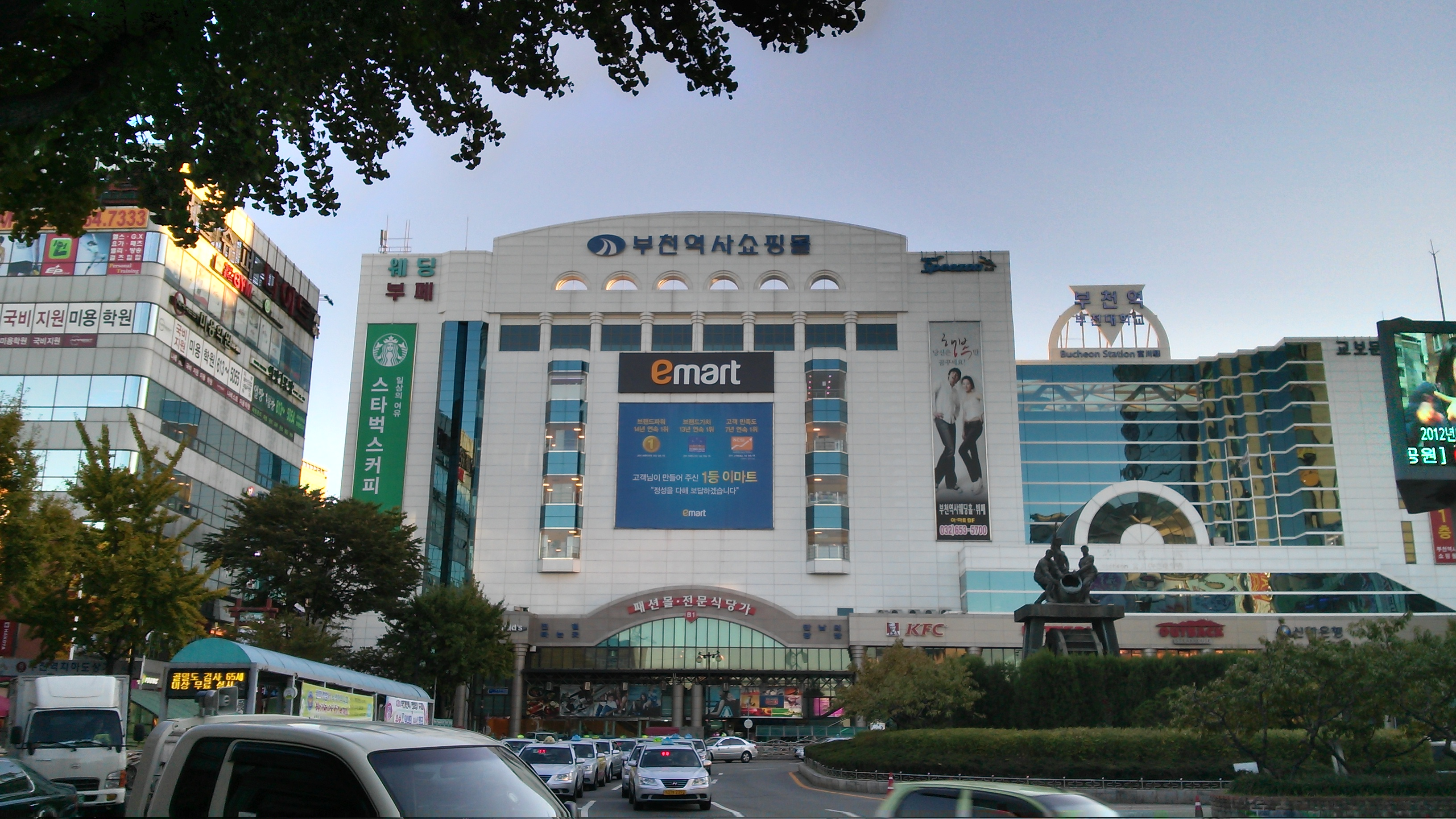
이마트 부천역사점
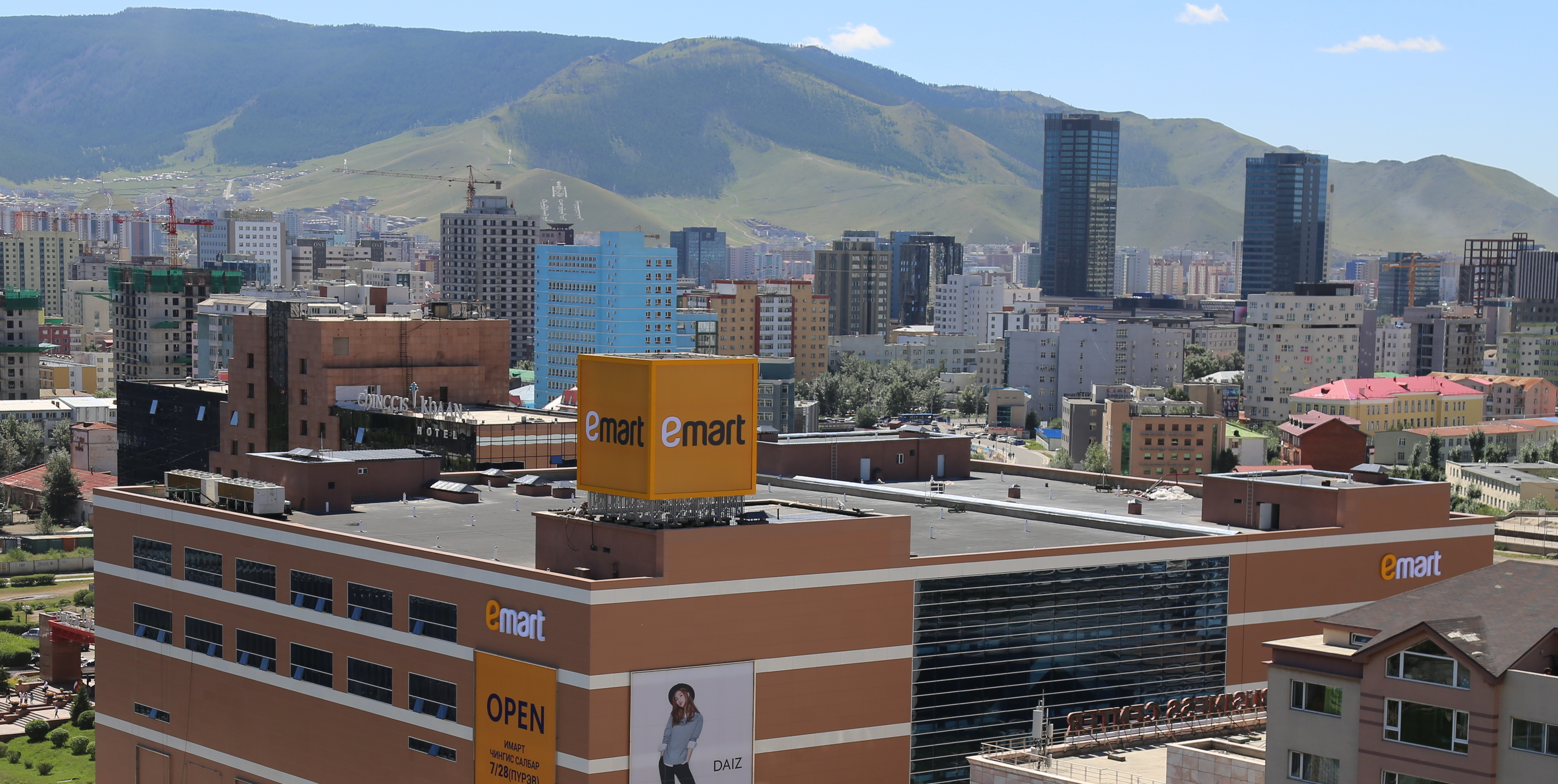
이마트 울란바토르점
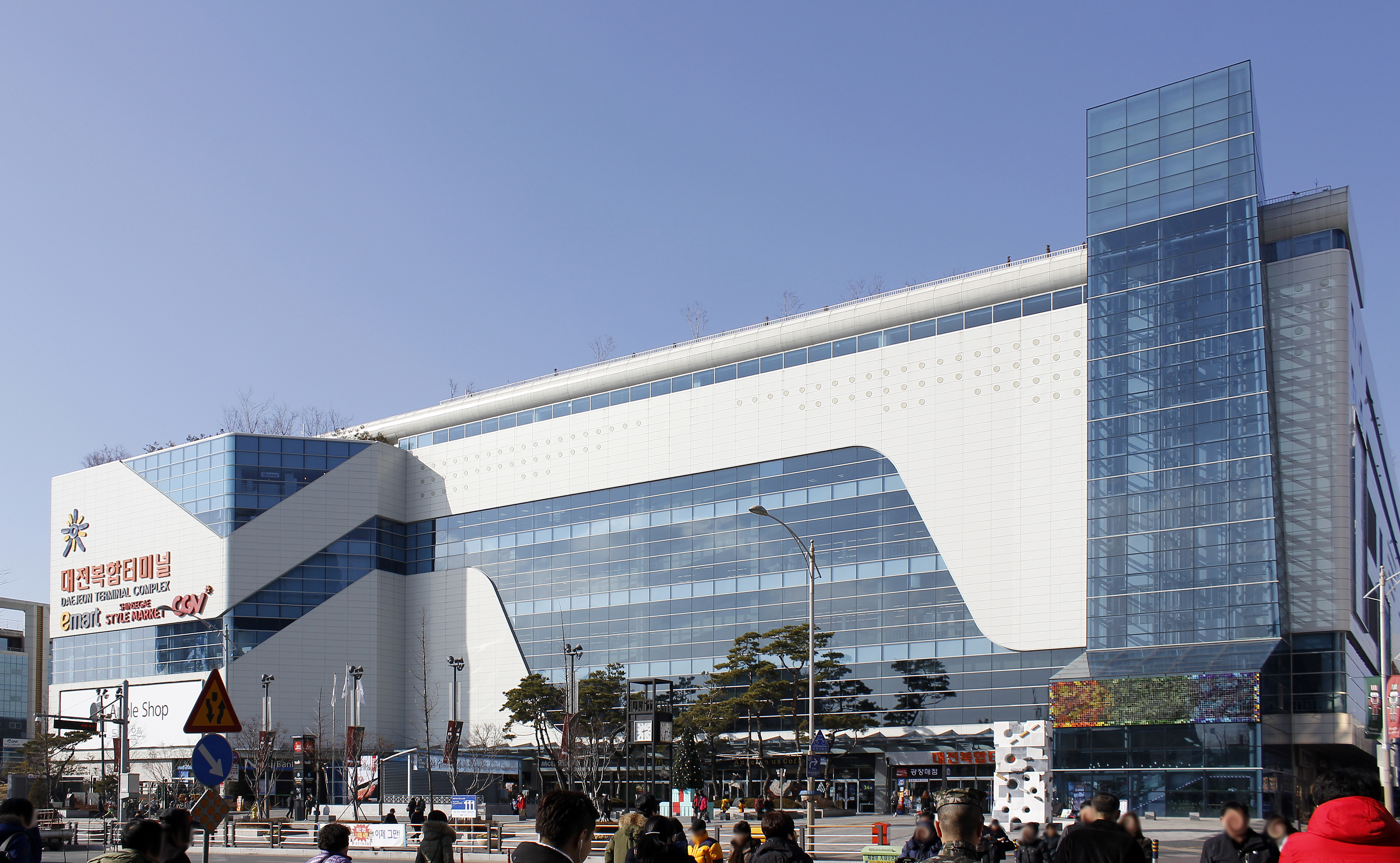
이마트 대전터미널점(대전복합터미널)
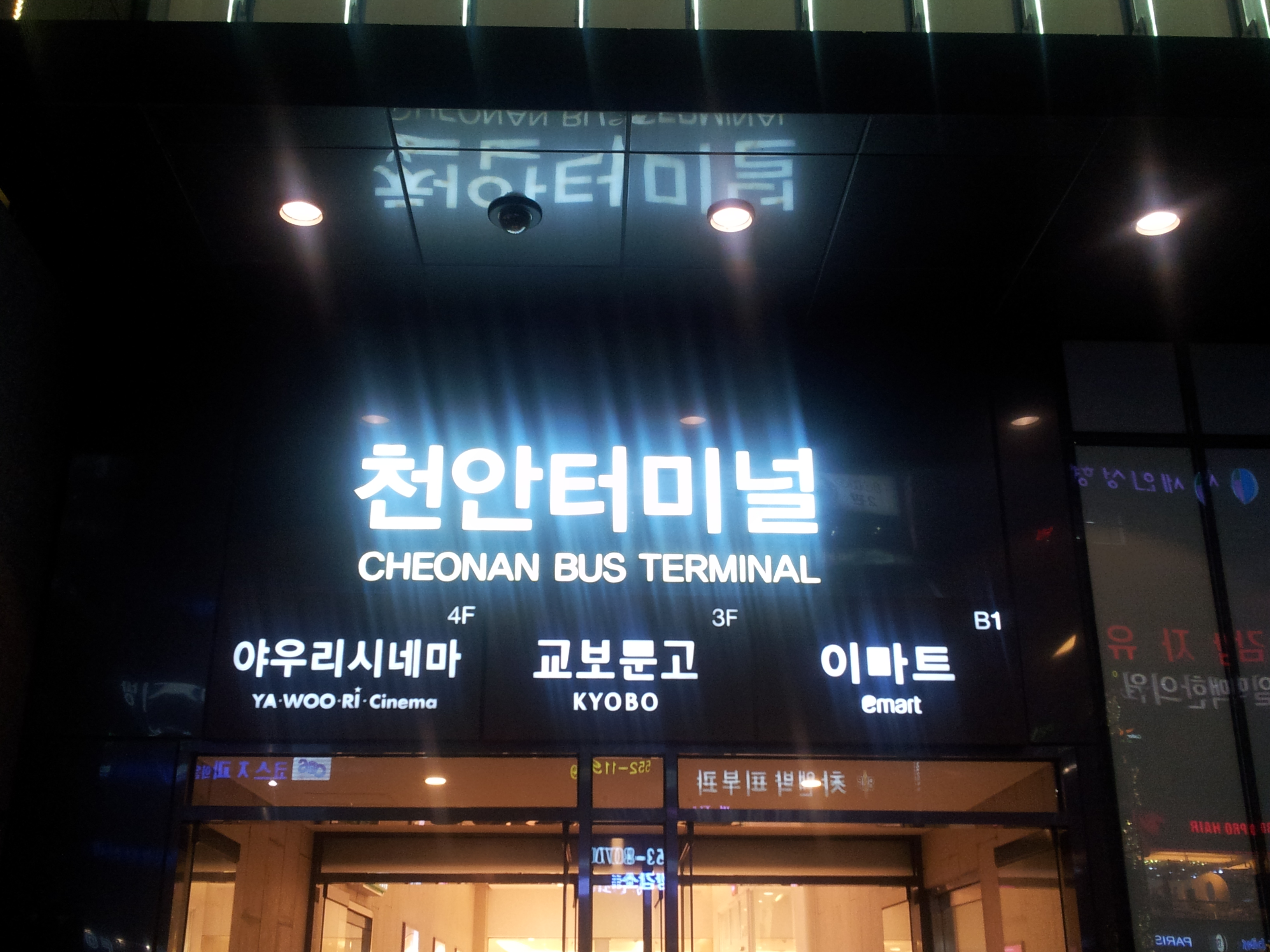
이마트 천안 터미널점
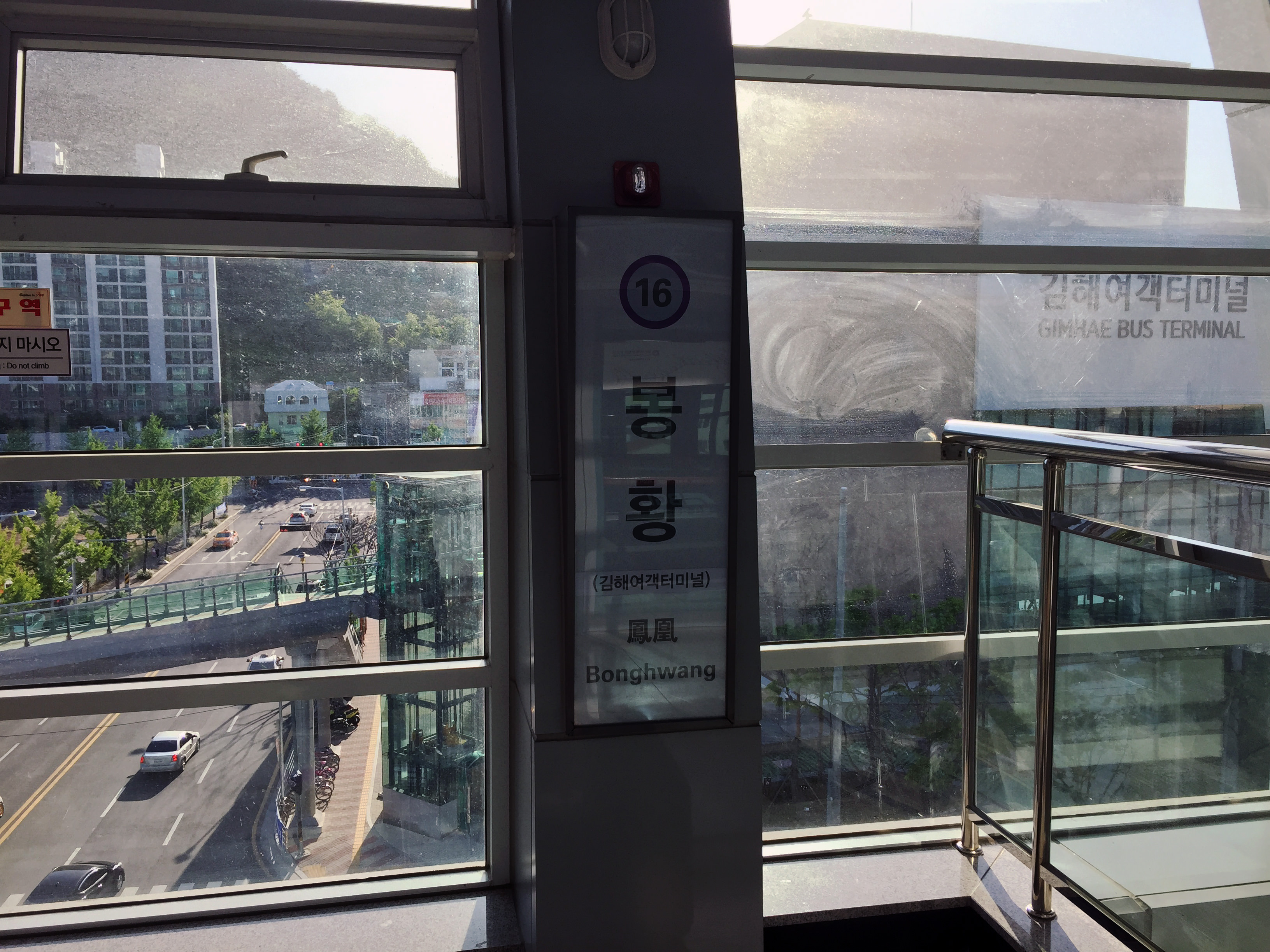
이마트 김해점
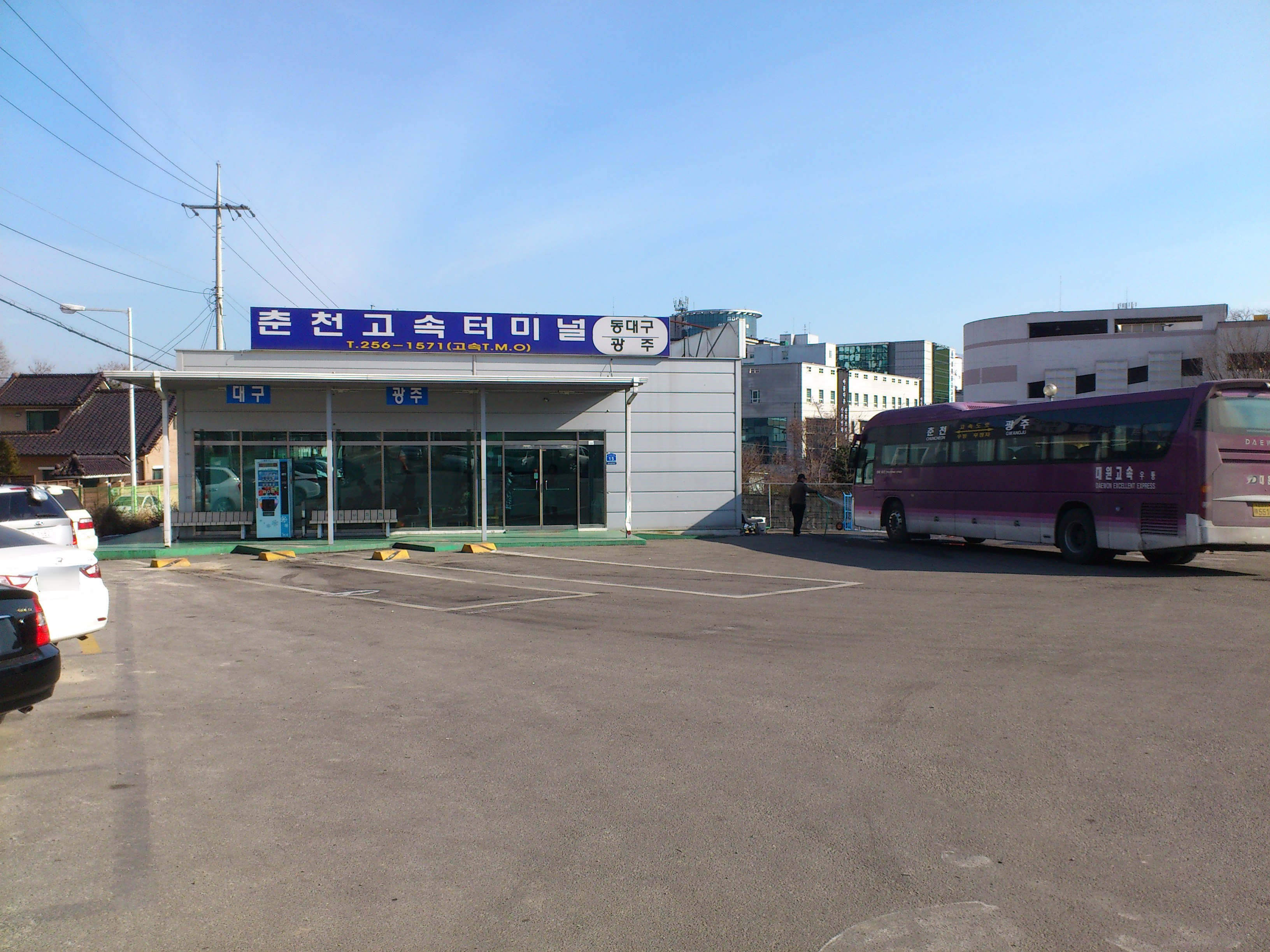
오른쪽건물이 이마트 춘천점이다.
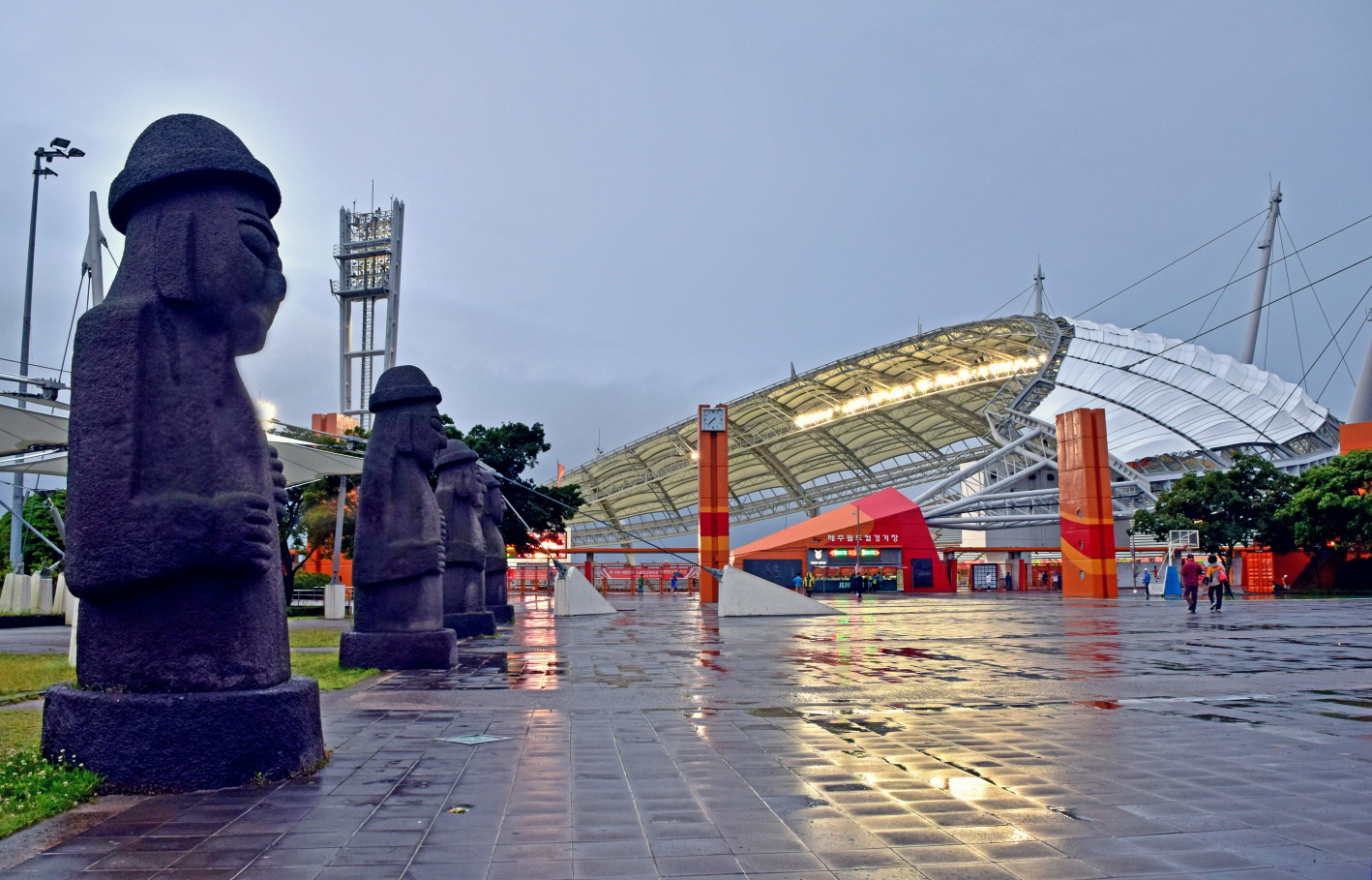
제주 월드컵경기장 (옆건물이 이마트 서귀포점이다.)

## 같이 보기
- 홈플러스
- 코스트코
- 롯데마트